# 譚詠麟
譚詠麟，MH（1950年8月23日—），香港男歌手、詞曲作家、演員，足球員譚江柏之子，曾獲頒金馬獎最佳男主角獎，活躍期横跨70年代至今，溫拿樂隊双主唱之一。
1981至87年，譚詠麟獲頒23首金曲奬，1984至87年，連續四屆獲頒勁歌金曲「最受歡迎男歌星」獎。1984年度「十大勁歌」40首季選歌中，創下一人獲得10首的紀錄，1985年度獲頒最受歡迎男歌星、金曲金獎及最暢銷唱片獎，唯一歌星同年度獲此三個大奬。於1988年第十屆十大中文金曲獲頒「金曲十年大獎」及連續四年蟬聯「IFPI大獎」後，宣佈退出領獎。1989年，他以首位華人男歌星身份入選日本NHK紅白歌合戰，並以最高票數入選上海電台「當代中國十大歌手」，成為不少歌手的偶像 。1996年，獲得香港樂壇最高榮譽金針獎，2000年，獲選馬來西亞《南洋商報》「二十世紀華語樂壇十大男歌星」第二名，「二十世紀最具影響力的100位中文流行歌星」第七名。5度獲得最高銷量大碟奬，《愛情陷阱》銷量衝破8白金40萬張，累積超越一百萬張。他的曲詞作品過百首，2007年，獲得CASH音樂成就大獎及擔任第八屆香港演藝人協會會長，并獲頒香港政府榮譽勳章。2010年，入選「華語金曲獎」的華語樂壇30年「30人30歌30碟」。2014年，獲得IFPI香港流行音樂文化歌手大獎。他是至今在紅館開個人演唱會最多場數的歌手（共192場）。2021年，譚詠麟擔任無綫電視歌唱選秀節目《聲夢傳奇》客席主理人。

## 背景
谭咏麟在1950年生於北角健康村平房區，是家中獨子，父亲谭江柏是前中華民國男子足球代表隊主力队员，與曾志偉的父親曾啟榮是隊友，兩家是世交。譚詠麟與曾志偉在小時候因大家的父親在足球場練習足球而結緣一起玩耍，直至1980年代初譚主持台灣綜藝節目，遇上來當嘉賓的曾志偉，二人才重遇，因而獲曾志偉邀請回到香港參演新藝城電影。
1969年参加乐队比赛前，谭咏麟就读于北角官立小學、馬伕子弟學校和筲箕灣官立中學。1972年，他短暂在新加坡義安工藝學院学习，主修經濟學。
1981年，谭詠麟与楊潔薇（Shirley）在美国拉斯维加斯註册结婚，但一直沒有向外界公開，直至楊父楊碧山在1993年離世，他的名字出現在訃告上，婚姻才算半公開，兩人並無子女。1990年代中期，與其女性伴侶朱颖婷（Wendy）育有一子譚曉風。

## 演唱事業

### 出道前及Loosers乐团时期：1960年代－1972年
譚詠麟中學時期喜愛音樂，曾在音樂比賽中獲獎。當時他曾試過一個暑假加入八隊樂隊，其中一隊樂隊名為Galaxy，成員包括Bass手葉智強和負責鍵琴的湯家驊。後來，葉智強帶譚詠麟加入了當時已有彭健新﹑陳友﹑陳百祥﹑陳百燊等成員的Loosers樂隊。
1969年，陈友、彭健新、叶智强、陈百祥、陈百燊等组织一支乐队組合。1970年，乐队参加音乐比赛失败，出到门口捡到一张名字为Loosers乐队的报名表，遂加入了譚詠麟的名字，並以该樂隊名稱参加比赛，随即得到冠军，于是乐队就沿用Loosers名称。1970年，Loosers以大比數拋離對手奪冠，得到一張鑽石唱片公司（環球前身）的合約及電視台合約。Loosers曾經参加无线电视音乐节目“Star Show”的演出。因家人的意見，譚詠麟放下樂隊事業，繼續升學。1972年“Loosers”乐队解散，譚詠麟之後飛往新加坡留學，陈百祥兄弟也因故离开乐队经商。

### 温拿乐队时期：1973 - 1978年
1973年，梁柏濤將Loosers樂隊重組，改名Wynners，譚詠麟亦剛從新加坡返港後，溫拿樂隊正式開始。1970年代，與鍾鎮濤、彭健新、陳友、葉智強組成溫拿樂隊，與鍾鎮濤一起擔任溫拿的主音，在當年的樂隊熱潮中紅極一時，名气辐射至台湾及东南亚，奠定他和锺镇涛被港台电影片商重用主演多部电影的基础。溫拿樂隊前衛的造型很受當時香港年輕人的喜愛，而無綫電視每週都有專門為他們開設的專欄“溫拿狂想曲”、“溫拿週記”，並大播他們唱片的宣傳片，還為溫拿拍攝了青春歌舞片 大家樂 ，取得了空前的成功。
1975年，譚詠麟開始個人發展，1978年，溫拿樂隊成員獨立發展，至今未正式解散。這使得溫拿樂隊後來還有了《千載不變》、《小島夢》、《自然關係》、《33轉》、《樂壇風雲》等專輯與歌曲流傳至今。同期，譚詠麟經營酒吧生意。

### 单飞后初期：1979－1983年
譚詠麟在1979年推出第1張個人專輯《反斗星》，以改編英語流行曲為主，得金唱片銷量。1980年推出的《愛到你發狂》保持《反斗星》的風格，首度達到白金唱片的成績。
譚詠麟早期作品中最成功的是1981年推出的第三張粵語專輯《忘不了您》。首度改編日語歌曲的同名主打歌曲《忘不了您》普遍被認為是譚詠麟的第一首經典作品。這張專輯深受歡迎，取得四白金的優異成績，為譚詠麟贏得了多項榮譽，獲得1981-1982年度「第六屆香港金唱片頒獎典禮」最佳唱片獎。《想將來》獲得了當年香港電台的十大中文金曲。這張專輯不僅奠定了譚詠麟香港樂壇一線歌手的地位，亦在1999年入選了寶麗金《20世紀最強中文大碟》20強之一，譚詠麟共有四張大碟入選20強專輯，入選數量是眾歌手之冠，其餘三張大碟分別為《愛情陷阱》，《愛的根源》及《霧之戀》。（備註：從五十張歷年寶系唱片公司最高銷量的唱片當中，再經樂迷、音樂人及傳媒等...票選出二十張最強大碟。
1982年4月，譚詠麟推出專輯《愛人·女神》，取得三白金銷量；改編日語歌曲的《雨絲情愁》入選香港電台的年度“十大中文金曲”。《雨絲情愁》和之前大受歡迎的《忘不了你》，都是五輪真弓作曲。前四張專輯的成功，為譚詠麟在香港歌壇打下人氣。1983年4月，譚詠麟推出了《春... 遲來的春天》專輯，取得五白金銷量，可以說是譚詠麟第一張“精選集”式的專輯，唱片公司力推的同名主打歌曲《遲來的春天》包攬了當年無綫電台十大勁歌金曲、香港電台十大中文金曲

### 巔峰時期：1984－85年
1984年，譚詠麟推出《霧之戀》和《愛的根源》兩張專輯。《霧之戀》大碟以卓越的歌曲水準，獲頒1983-1984年度第八屆 「香港金唱片頒獎典禮」IFPI全年最佳大碟獎。《愛的根源》這張大碟成為香港流行音樂的指標， 創下四十萬張銷量成績（ 資料來源：環球音樂 ），裡面大部份歌曲經過三十多年而不衰，譚詠麟在1984年每季的「十大勁歌」季選中，都至少有兩首歌入圍，而在40首季選歌曲中他有10首歌曲入選。同年首次在紅磡香港體育館舉行6場個人演唱會，打破歌手在紅館初次開演唱會的場數紀錄。當時演唱會廣告還未刊出，門券一公開發售便售罄。隨後赴新加坡及加拿大舉行多場巡迴演唱會。
譚詠麟當年於兩大頒獎典禮上共獲13個奬成為大贏家，於十大中文金曲頒獎禮中，共獲兩首金曲奬《愛的根源》及《愛在深秋》，最佳唱片監製獎《愛的根源》以及IFPI大獎。於十大勁歌金曲頒獎典禮中，共獲三首金曲奬《愛的根源》、《幻影》、《愛在深秋》，除此《愛的根源》及《愛在深秋》分別獲頒最佳作曲奬、最佳作詞奬、最佳編曲奬、最佳唱片監製奬、金曲金獎以及譚詠麟獲頒「最受歡迎男歌星獎」。1997年 ，《愛的根源》獲選十大中文金曲「金曲廿載十大最愛金曲 」（備註：第1至19屆歷屆190首金曲，重新投票後獲最高票數的十首歌曲）。
同年他與兩位當時的亞洲巨星日本谷村新司和韓國趙容弼共同創建「PAX MUSICA」，中文名為「音樂的和平世界」，旨在推動國家間的文化交流和世界和平，並在1984年7月11日，三人在東京後樂園球場開了首次的「PAX MUSICA 」（又名亞洲和平音樂會84），譚詠麟分別唱了日文版《夏日寒風》及其他歌曲，最後的一首歌，三人分別以粵語，日語，韓語合唱了《愛在深秋》。同年在日本波麗佳音公司發行下，譚詠麟推出了他的首張日語專輯 《夏の寒風》 ，專輯收錄了11首日語歌和一首翻唱自中森明菜《サザン・ウインド》的粵語歌《南風》。
1985年譚詠麟的《愛情陷阱》獲得「商業電台金曲獎」以及「最佳男歌手獎」；《愛情陷阱》、《雨夜的浪漫》獲得十大中文金曲以及IFPI大獎；《愛情陷阱》、《雨夜的浪漫》、《暴風女神》獲得十大勁歌金曲獎並蟬聯最受歡迎男歌手。《愛情陷阱》獲得「十大勁歌金曲」的「金曲金獎」。譚詠麟於同一年度中獲「最暢銷大碟」(銷量衝破8白金40萬張），「最受歡迎男歌手」及「金曲金獎」三個大獎，在1999年入選寶麗金推出20世紀最強大碟20強，在2006年度香港十大勁歌金曲頒獎典禮上，《愛情陷阱》更榮獲了無綫勁歌25週年榮譽金曲獎  （備註：25週年歷屆「金曲金獎」重新投票後，獲最高票數歌曲）。
1985年農曆新年期間推出的《愛情陷阱》，當年一張LP唱片售價大概港幣29元，開售的頭幾天被炒賣到港幣46元。《霧之戀》、《愛的根源》、《愛情陷阱》被稱為“愛情三部曲”，三張專輯當時總銷量超過一百萬張，氣勢一時無兩，並創下連續三張專輯每張也有五首歌曲，入選十大勁歌季選的紀錄，也奠定了譚詠麟樂壇巨星地位 。 1999年寶麗金公佈了寶麗金20世紀20張最佳專輯，這三張專輯亦同時入選。
譚詠麟在1985年暑期舉行20場「超白金演唱會」， 入場觀眾達二十六萬人次，打破當時香港演唱會最多場數紀錄，亦打破當時全世界最多觀眾的個人演唱會紀錄（健力士紀錄） 。年終推出《暴風女神 Lorelei》專輯，主打歌《暴風女神》及《朋友》也成為譚詠麟的經典金曲。譚詠麟再次聯同巨星日本谷村新司，韓國趙容弼，舉行了「PAX MUSICA 85  」（亞洲和平音樂會85）巡迴演唱會（日本武道館站和香港站）, 在8月31日-9月1日於日本武道館開了兩場, 再於11月8-10日在香港紅館開了三場, 門票收益是為埃塞俄比亞饑民籌款。 同年赴美加舉行巡迴演唱會25場。

### 平穩時期：1986－87年
1986年譚詠麟忙於世界巡迴演唱及電影拍攝，全年只推出了一張新專輯《第一滴淚》，主打歌曲《無言感激》是自傳式的作品，表達對歌迷感激之情，《朋友》及《無言感激》同時入選「十大中文金曲」和年度「十大勁歌金曲」，譚詠麟以四首總選金曲繼續成為總選得獎最多的歌手。 1986年有四首中文歌曲龍虎榜冠軍歌，共五星期冠軍週數，成為最多冠軍週數歌手之一，當中《無言感激》獲得兩星期冠軍。《第一滴淚》則獲得「商業電台金曲獎」。他再次蟬聯「最受歡迎男歌星」及商台「 全年最佳歌星 」。他於暑假期間舉行了20場《萬眾狂歡演唱會》， 繼續成為當時演唱會最多場數保持者（同年張國榮12場）。同年推出了《THUNDER ARM》大碟，這是譚詠麟在日本波麗佳音公司發行的第一張個人英文大碟，歌曲《Lorelei 》是電影《龍兄虎弟》的主題曲， 更憑藉《龍兄虎弟》登上香港年度票房榜冠軍，此電影也在日本得到很好的票房成績。
1987年，譚詠麟推出了《牆上的肖像》和《再見吧！？浪漫》兩張唱片。這年他作了十多首曲，在《牆上的肖像》專輯作曲兩首，在《再見吧！？浪漫》專輯作曲五首，當中作曲作品《知心當玩偶》入選該年度「十大中文金曲」，此外，他這年也有為其他歌手作曲，例如劉德華的《下雨晚上》、梅艷芳的《最後一次》、何嘉麗的《無情者有情人》、彭健新的《我的心》。
同年受到東京音樂節組委會邀請，赴日表演，香港亦派出張國榮及陳潔靈與其同行。7月譚詠麟在紅館連開17場個人演唱會，這是他連續第四年舉辦個人演唱會。由於檔期問題無法再加場，當局只批准主辦方舉辦至7月26日，以便撥出緊接的檔期，予同公司的張學友舉行首次6場的個人演唱會。 8月18日他再一次聯同日本谷村新司，韓國趙容弼，於韓國88體育館舉行了「PAX MUSICA 87」（亞洲和平音樂會87）。
年底，譚詠麟的《Don't Say Goodbye》、《知心當玩偶》、《無邊的思憶》分別入選87年度「十大勁歌金曲」，並連續第四年蟬聯「最受歡迎男歌星」；《再見吧浪漫》入選「商業電台金曲獎」。而《Don't Say Goodbye》、《知心當玩偶》入選「十大中文金曲」，在奪取「全年總銷量冠軍大獎」， 「金曲十年大獎」（備註: 第一至第10屆十大中文金曲當中累積獲頒最多金曲奬歌手)，及連續四年蟬聯 「IFPI大獎」後，在頒獎台上宣布不再接受具競爭性質的音樂獎項，以讓出更多得奬機會予新人。譚詠麟以五首總選金曲繼續成為當年最多金曲奬歌手。

### 再創高峰：1988－89年
火速退下領獎的譚詠麟繼續歌唱事業。1988年的《迷惑》專輯銷量超越七白金(超越35萬)並獲得了CASH金唱片87-88年度（87年4月 - 88年3月）最高銷量唱片；而《擁抱》專輯獲得了1988年度IFPI唱片銷量冠軍大碟， 擊敗同年其他7白金大碟《迷惑》及葉蒨文的《祝福 》，根據星島新聞網資料銷量達38萬張。專輯內的《半夢半醒》和《水中花》成為了流行經典，《半夢半醒》成為三台冠軍歌，當中佔據商業電台流行榜4星期冠軍，「叱吒榜」1星期 +「金榜十大」3星期(叱吒榜的前身 ）。國語版本《半夢半醒之間》也成為了1988年度新加坡龍虎榜年度十大第一位 ，並登上台灣暢銷歌曲排行榜（知音時間）5星期冠軍 ，國粵語版本橫掃華語區流行榜。 《水中花》也迅速佔據流行榜榜首位置，在內地相當流行，並獲邀於1991年央視春節晚會中演唱。
同年譚詠麟推出《半夢半醒之間》和《心手相連》兩張國語唱片。由於1988年是同年溫拿樂隊的15週年，譚詠麟並沒有舉行個人演唱會而轉為參與《溫拿15週年演唱會》。
1989年的推出《愛念》，銷量超越30萬張，大碟歌曲《情義兩心知》及《愛念》分別成為3台冠軍歌，4月於紅館舉辦具慈善性質的《好友慈善演唱會》。當年另一推出的唱片《忘情都市》以快歌為主打。同年7月底再度於紅館開演唱會，分為三部曲的《彩色／濃情／再續浪漫演唱會》以總場數38場再次打破紀錄，其中《濃情浪漫演唱會》由於檔期問題，市政局只批准主辦單位舉辦至8月24日，以便撥出檔期給同公司的陳慧嫻開六場《幾時再見演唱會》，因此最後14場《再續浪漫演唱會》延至9月7日舉行，由於無綫電視及保良局借用9月10日檔期舉辦《星光熠熠耀保良》，故最後一場延至9月21日舉行。
同年以最高票數入選上海電台「當代中國十大歌手」。 年底以《愛念》一曲出戰第40回日本NHK紅白歌合戰，对战韩国歌手金莲子《自晨之国》，成為至今唯一入選的華人男歌星。
1989年，譚詠麟為周星馳，萬梓良，黃秋生主演的TVB劇集《他來自江湖》唱主題曲《明天仍要繼續》。
1990年，譚詠麟為黃秋生，吳鎮宇主演的TVB劇集《午夜太陽》唱主題曲《也曾相識》。
1981-1990年，譚詠麟共獲得28首「中文歌曲龍虎榜」冠軍歌、23首金曲奬（他於1988年棄獎）、四張年度銷量冠軍唱片、連續四屆「最受歡迎男歌手」，他是1981-1990年這十年間，香港樂壇獲這些獎項最多的歌星。

### 退下火線：1990－98年
踏入1990年代，香港樂壇經歷「改朝換代」，「四大天王」時代正式展開，譚詠麟退下火線，但仍然留守樂壇，定期出版新唱片。這段時期開始，唱片公司對譚詠麟投放的資源及宣傳逐漸減少，亦間中給予他較大自由度嘗試更多非商業主導的新構思。
1990年初，譚詠麟的《夢幻舞台》專輯在第十三届十大中文金曲颁奬典禮中奪得IFPI 全年最暢銷大碟奬，寶麗金曾公布此大碟銷量衝破7白金（35萬張） 。年中推出專輯《世外桃源》，主打歌 《理想與和平》是1990年意大利世界盃主題曲。同年寶麗金宣布1980-1990年十年之間, 譚詠麟所有唱片銷量達1000萬張 （包括香港, 台灣, 大陸, 星馬等市場），這10年內譚詠麟推出的唱片達60張（包括粵語，華語，英日語，演唱會，Remix 唱片等）。
1991年《神話1991》大碟內的《一生中最愛》，亦成為長青金曲之一。由於已沒有獎項及市場的負擔，譚詠麟開始嘗試更多元化的音樂風格，1991年的《迷情》、1992年的《情人》，均採用全新的編曲風格。 當中《情人》一曲成為三台冠軍歌，並佔據商業電台流行榜2星期冠軍。演唱會方面，譚詠麟於1991年再度以二部曲形式於紅磡體育館舉行總場數26場的《變幻迷情演唱會/夢幻柔情演唱會》。獲頒《十大勁歌金曲頒獎典禮》「金曲銀禧榮譽大獎」。
1992年，譚詠麟為周潤發，黃秋生，任達華主演的電影《俠盜高飛》唱主題曲《這世界已瘋癲》。
1992年，《愛情故事》專輯是譚詠麟首次嘗試以說故事的概念，在歌與歌之間加上獨白，把該專輯A Side的6首曲目串連成一個愛情故事。《愛情故事》專輯的故事概念形式反應理想，時值四大天王的全盛時期，這專輯也能賣得近20萬張佳績。 譚詠麟成功向唱片公司爭取於1993年推出作更大膽嘗試的全故事性概念專輯《情心義膽》，以1930年代的美國卡邦故事作為概念，透過歌曲內容及歌與歌之間的獨白，把全碟十首改編自3﹑40年代英文金曲的懷舊風格歌曲，串連成一個卡邦式恩怨情仇故事。
1993年底，譚詠麟在韓國市場推出英韓語大碟《My Love》，收錄8首英文和1首韓文歌，韓文歌名《헤어질 수 없는 우리》，翻譯中文是《我們不可能分開》，由他和韓國紅極一時的女歌星 金元萱(김원훤／Kim Won-sun）合唱，在專輯中兩人合唱英文版《My Love》。
1994年，為配合於香港大球場舉行的「譚詠麟'94純金曲演唱會」，譚詠麟推出回歸傳統商業路線的《夢幻的笑容》專輯，歌曲《夢幻的笑容》﹑《情憑誰來定錯對》(譚詠麟親自填詞)﹑《講不出再見》、《再見亦是淚》及《一首歌一個故事》也廣受歡迎，亦成為日後長青金曲。《情憑誰來定錯對》登上十大中文金曲及新開榜的新城榜冠軍歌位置。
香港大球場的前身為政府大球場，最多只能容納28,000名觀眾，座位及設施非常落後，政府於1993年耗資約85萬美元重建大球場，座位數目提升至40,000個。譚詠麟成為了香港大球場翻新後，首個舉行個人演唱會的歌手。「譚詠麟'94純金曲演唱會」於1994年4月22日至24日舉行，三場演唱會合共十二多萬張門票於一小時內售罄。由於噪音問題，開騷時被鄰近居民不斷投訴，市政局（今康樂及文化事務署）規限場地發出的噪音水平，首場演唱會在聲音管制下音量被迫調低，導致幾乎只有靠近舞台的觀眾才能清楚聽到歌聲，亦令演唱會被坊間戲稱為「譚詠麟細細聲演唱會」。在「麟迷」向市政總署抗議後，市政局在23日早上召開緊急會議後，宣佈停止餘下兩場演唱會的聲音管制，但由於場內音響系統欠佳及回音問題，三場觀眾根本無法聽清楚音樂及歌聲。譚詠麟在2010年接受訪問時形容，這個演唱會是演藝生涯中最難過，但又最感動的一件事，他憶述當年製作單位添置了一千多萬的音響設備，最後連5個百分比的音量度數也沒有開上，但讓譚詠麟感動的是連續三晚的觀眾，在難以聽到音樂的環境下，仍然給予他掌聲和鼓勵。譚詠麟透露演唱會過後，在一星期內每天追著他採訪的中外記者達數百人，令譚詠麟及該演唱會在當時成為一時佳話。因為音響效果差的關係，譚詠麟於同年5月13－17日在紅館再開5場演唱會作為補償。
1995年，譚詠麟的《伴我飛翔》開創香港歌手的先河，整張唱片採用現場樂隊同步錄音，碟內主要曲風走譚詠麟偏愛的Country Rock風格，譚詠麟亦首次參與全碟監製工作。此碟極少宣傳，但質素獲得樂評一致好評。此專輯第一主打是大碟同名歌曲，宣揚和平的《伴我飛翔》，亦是譚詠麟90年代首次以非情歌作為第一主打。唱片總銷量於1995年已超過2000萬張 (資料來源：環球音樂) 。
1996年推出專輯《思前想後》，同年，獲頒香港樂壇最高榮譽大獎《金針獎》，亦是香港樂壇以歌手及樂隊成員身份，兩次拿到《金針獎》的歌手。獲頒 新加坡金曲獎 – 新加坡金曲榮譽獎。
1997年香港回歸前夕於紅館舉行13場《金曲回歸演唱會》，這亦是其首次嘗試三面台的紅館演唱會。
1998年寶麗金唱片香港分公司被傳出經營不善，以致將被收購的消息。在種種負面消息下，當年譚詠麟推出的兩張唱片《在乎》及《飛馬》皆缺乏宣傳。

### 環球時期：1999年至今
1999年，譚詠麟所屬唱片公司寶麗金唱片被另一國際集團環球唱片收購，譚詠麟決定留在環球繼續歌手生涯。環球在香港初成立分公司時，同時成功力邀另一巨星張國榮過檔，再加上同屬其子公司上華唱片的張學友，一時之下環球集合了香港最頂尖以及最受歡迎的男歌手。有鑑於譚詠麟和張國榮以往的競爭關係，這曾引起兩大巨星能否共存及誰是環球「一哥」的話題。結果在該年環球唱片趁著譚詠麟個人發展20週年，集合了當時香港樂壇諸多天王天后歌手翻唱了他在1984及1985年的經典金曲，推出了《誰可改變》，確立其在環球的地位。此後平均每年只出版一張唱片，在質素方面亦力求保持一定水準。但他在香港樂壇以原創為主流氣氛的情況下，於2000年推出全改編歌的《自選角度》，曾惹來批評被指窒礙香港創作人發展，同年舉行10場《魅力千禧演唱會》。
2000年馬來西亞《南洋商報》邀請華語樂壇流行音樂專家，對20世紀最具影響力的華語流行歌星進行評估，評選出來100位最具代表性的歌星。譚詠麟於「二十世紀華語樂壇十大男歌星」中排名第二，「二十世紀最具影響力的100位中文流行歌星」中排名第七。
2001年，譚詠麟回歸香港創作，集合一眾1980年代的創作人如盧冠廷、蔡國權及潘源良，製作《愛自己》大碟，同年舉行以Rave Party形式的10場《飛一般演唱會》。
2002年譚詠麟與香港管絃樂團合作舉行6場《港樂 Alan Live》，打破了歌手與管弦樂團開演唱會的場數記錄。同年推出《港樂Alan Tam Live》大碟。獲得《萊卡風尚MTV》「音樂成就獎」，《第二屆中國原創音樂流行榜》「千禧全國成就大獎」。
為纪念中日邦交正常化三十周年，「中日携手世纪同行大型歌會」於2002年9月22日在北京工人体育場 舉行，這算是當時為止最大陣容的中日流行音樂會，譚詠麟聯同滨崎步、谷村新司、酒井法子、孫楠等歌手一起參與演出。
2003年譚詠麟出任第22屆香港電影金像獎表演嘉賓，並演唱一曲《漫步人生路》。
2003年推出的EP《不一樣的譚詠麟 - 首部曲》大獲好評。2003年農曆新年，譚詠麟夥拍李克勤演出《左麟右李演唱會》，大受歡迎，在香港掀起了「左麟右李」熱潮。《左麟右李演唱會》在2004及2009年的農曆新年再度舉行，並在中國大陸、澳門、東南亞及美國、加拿大作過百場巡迴演出。 同年憑專輯《左麟右李演唱會》獲得2003年《IFPI全年最高銷量大碟獎 》。 同年獲得最高收入香港藝人第二名，《第三屆音樂風雲榜》「終身成就獎」。
2004年於上海舉辦的《2004 MTV 超級盛典》，集中港臺三地和韓國樂壇、影壇巨星參與，譚詠麟憑其在全世界華人樂壇的影響力及煇煌的成就，奪得了「最具風格全球音樂貢獻獎」。
2004年，譚詠麟重新發展內地市場，推出粵、國語合輯《天·地》。當中《披着羊皮的狼》是刀郎作詞、作曲，當年刀郎加入環球唱片，兩人惺惺相惜，刀郎將本想作為自己主打歌的《披着羊皮的狼》贈給譚詠麟，這首歌成為第4屆中國原創音樂流行榜港台十大金曲，2005年度音樂先鋒榜年度最受全國聽眾歡迎歌曲，2005年百度 “十大流行金曲风云榜”中排名第5位。刀郎於2006年翻唱了《披着羊皮的狼》。另譚詠麟也改編了刀郎的《2002年的第一場雪》，併合唱了《講不出的告別/2002年的第一場雪》這個粵、國語混合版。
2005年正值譚詠麟入行30週年，舉行了11場《歌者戀歌濃情30年演唱會》，並且配合該演唱會推出了《星光大道》。2006年，譚詠麟參與香港商業電台叱咤903廣播劇《黃金少年》，並主唱主題曲《大大時代》，此曲為譚當年唯一粵語新歌，同年推出了新曲加精選專輯《ALAN·聽》。5月，主演愛情喜劇電影《左麟右李》；同年《愛情陷阱》獲頒《勁歌25周年榮譽金曲獎》。
2007年推出全國語專輯《最愛笑的人》，同年獲得香港作曲家及作詞家協會（CASH）至高榮譽「CASH音樂成就大獎」，創作才華及成就得以獲得肯定。他的曲詞作品超過一百首，當中代表作包括「十大中文金曲」及「十大勁歌」獲奬金曲《知心當玩偶》，《傲骨》，《夢仍是一樣》，《情憑誰來定錯對》， 温拿的《千載不變》等等。
2008年初，譚詠麟以「演奏廳」的方式重新灌錄了他的經典唱片《愛的根源》，推出《The Best Sound Ever Reborn-愛的根源》。2008年，譚詠麟獲得由香港特區政府頒發的榮譽勛章。
2009年，已4年未有全新粵語唱片的譚詠麟於年中推出《Mr. Tam 再度感動》這張以樂隊音樂為主要風格的唱片。他更與同公司的陳慧琳合唱《相愛維命》及國語版本的《望愛》。
2010年「華語金曲獎」為纪念華語樂壇的輝煌30年（1978-2000），廣邀全球100位資深的音樂人、樂評人、電台D.J.等聯合評選，當中包括多位中港台海外音樂人，如向雪懷、黎小田、鄭國江、周啓生、林夕、李宗盛，李偲菘等等... 再結合公眾網路投票，選出華語樂壇30年經典的「30人30歌30碟」。譚詠麟在3項評選中均入選。30年30人：譚詠麟，30年30歌：愛在深秋，30年30碟：愛的根源。
譚詠麟於2010年7月16日至24日舉行8場《再度感動演唱會》。同年10月20日，夥拍其力捧樂隊Mr.合作的新唱片《Rolling Power》正式推出，專輯10首歌曲均被製作成為粵語及國語版本，合共20首歌曲。2011年展開了《再度感動演唱會》的內地及澳門巡迴演唱。
2012年推出Band Sound與絃樂Crossover大碟《一點光 Shine A Light》，缺乏宣傳但仍取得不俗銷量，主題曲一點光佔據各流行榜冠軍。2012年6月聯同杜麗莎推出Hi-Fi碟《Time After Time》，舉行9場《Time After Time演唱會》。
2013年9月18日推出首張全碟均由譚詠麟親自作曲的個人全創作大碟《708090後》。

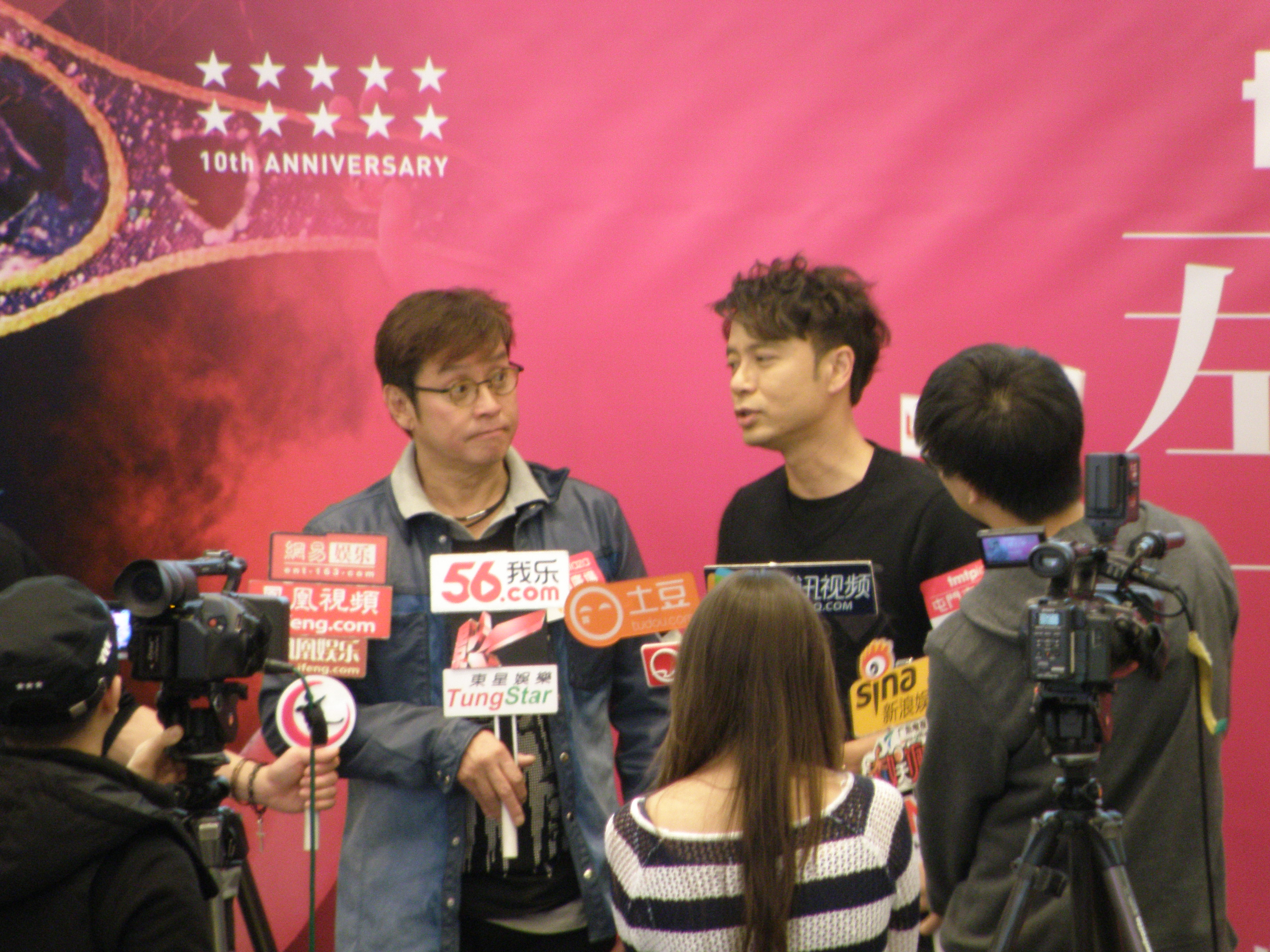
2014年的譚詠麟（左面戴眼鏡者），出席《左麟右李十週年演唱會》的DVD簽名會，並在簽名進行前接受媒體訪問

2013年12月6至15日舉行13場《左麟右李十週年演唱會》（加開3場日場），全部場數滿座。 同年譚詠麟獲香港IFPI頒發「特別榮譽 - IFPI香港流行音樂文化歌手大獎」。獲頒第18屆全球華語音樂榜中榜「華語樂壇特別貢獻大奬」。
2014年香港電台首設十大中文金曲「名人堂」，旨在表揚歌手對整個香港中文樂壇的貢獻及輝煌成就，而進入「名人堂」的歌手必須對推動整個香港中文樂壇發展有不可磨滅的影響，並在整個香港中文樂壇史上具備不朽的地位。時任副廣播處長戴健文宣佈譚詠麟為首位榮登「名人堂」的歌手。同年他和李克勤進行了《左麟右李中國巡回演唱會》。
2015年譚詠麟當太極樂隊30週年音樂會嘉賓。
2015年是譚詠麟正式以個人身份踏入樂壇40週年。他成為香港電台電視節目《我們都是這樣唱大的》第四集主角。在1月和2月，他為香港電台錄製廣播劇和成為嘉賓電台主持。
2015年，譚詠麟在2月13日至25日連續舉行13場《銀河歲月40載演唱會》，邀請嘉賓包括陳慧嫻、李克勤、陳奕迅、張學友、陳慧琳、溫拿樂隊、關楚耀、劉德華、郭富城、容祖兒、五月天、杜麗莎和謝霆鋒。同時推出《銀河歲月》唱片，唱片佔據「香港唱片商會銷量榜」六星期冠軍，連同之後推出的《銀河歲月40載演唱會Live》一星期冠軍，成為當年佔據銷量榜冠軍最長時間（共7星期）的歌手。譚詠麟也為李克勤《你最重要》一曲作曲和監製。而在完成香港站演唱會後，再展開了歷時數年的《銀河歲月40載世界巡迴演唱會》。
2016年1月發行專輯《溫拿精神》；2月在紅館舉行8場《温拿NEVER SAY GOODBYE 演唱會》。同年，成為中國浙江衛視音樂節目《誰是大歌神》第一集的嘉賓 。
2017年，譚詠麟與許冠傑首次合作，推出翻唱對方作品的Medley《阿Sam & 阿Tam》，合唱新曲《為你歌唱》，在8月12日至21日連續舉行12場《阿Sam & 阿Tam Happy Together 演唱會》（包括兩場日場）。同年，譚詠麟推出國語專輯《欣賞》，與10位不同華語歌手合作。該年亦參加了《金曲撈》(中國江蘇衛視的音樂節目)，以一首《把你藏在歌裡面》，唱哭了在場許多觀眾與藝人，隨後更唱了《沉默是金》與《夢伴》。
2018年9月15日，譚詠麟於台北小巨蛋舉辦《銀河歲月40載世界巡迴演唱會》台北站演出，刷新最高齡華人歌手攻蛋紀錄。
2018年11月20日，譚詠麟推出籌辦歷時一年多，旨在宏揚廣東歌文化，及給予素人創作機會，首創全碟公開徵歌的新專輯《音樂大本型》，全碟曲目均來自公開徵歌活動的投稿中選作品。
2019年6月譚詠麟推出《音樂夏令型》專輯，亦是其上一張專輯《音樂大本型》的延續。新碟推出5日已達金唱片銷量。並登上香港唱片商會銷量榜冠軍位置。2019年11月，谭詠麟做客中央電視台《中國文藝》節目。
2020年 《音樂夏令型》入選第12屆華語金曲獎「粵語十大華語唱片」。
2021年，亮相無綫電視音樂選秀節目《聲夢傳奇》，擔任第八集和第九集的主理人之一，而另一位是李克勤。
參與內地綜藝節目《時光音樂會》演出，首播收視3網第一。
2022年1月31日，譚詠麟出席央視春晚，首先獻唱《定風波》，之後再以溫拿樂隊身份演唱歌曲串燒《朋友》和《ShaLaLaLa》。同年 10月1日國慶，譚詠麟獲央視邀請出席《中國夢·祖國頌—2022國慶特別節目》，並與李克勤合體「左麟右李」合唱《家園》一曲。
2022年10月，譚詠麟與新生代歌手Gigi炎明熹重唱1989年TVB劇集《他來自江湖》主題曲《明天仍要繼續》。
2022年12月31日譚詠麟出席《江蘇衛視2023年跨年演唱會》，一人演唱三首經典歌曲成衆多藝人之最。
2023年2月26日TVB歌唱比賽《中年好聲音》，譚詠麟擔任嘉賓評審，15強選手則輪流獻唱譚校長經典金曲爭入12強。5月20日展開了譚詠麟經典傳奇巡迴演唱會，內地巡迴首站為上海。 6月3日於澳門倫敦人綜藝館舉行了一場《譚詠麟經典好時光音樂會》。
2024年11月，譚詠麟參加芒果TV音樂真人騷《聲生不息·大灣區季》。
由1974年截至2023年底，譚詠麟演唱會總數（個人以及團體）為954場。

## 其他

### 家庭
1981年，譚詠麟與楊潔薇（Shirley）在美國拉斯維加斯註冊結婚，但一直隱瞞已婚，直至楊父楊碧山在1993年離世，他的名字出現在訃告上，才公開婚姻。譚與楊一直未有所出，譚於1990年代與比自己年輕20歲的朱穎婷（Wendy）發生婚外情，朱於90年代中期為譚誕下私生子譚曉風。坊間多次謠傳楊潔薇已出家，但事實上楊雖然自80年代已一直熱心參與佛教事務，卻從來並無出家，只是在家及佛堂修行學佛，楊同時亦協助譚打理資產。2006年3月16日譚詠麟父親譚江柏去世，譚於3月23日香港電台第一台的節目中，首度正式公開與朱和兒子的關係，譚曉風正式以孫子身份參與譚父喪事。此後當被問到家事時，譚一概拒絕回應。

### 圈內好友
譚詠麟在娛樂圈中好友甚多，除了核心好友溫拿成員、陈百祥、曾志偉、李克勤，还有陈可辛、梅艳芳、張國榮、成龙、洪金宝、周潤發、鍾楚紅、梁朝偉、劉嘉玲、袁詠儀、張曼玉、邓丽君、林青霞、罗文、陳百強、林子祥、葉蒨文、徐小鳳、陳秋霞、鄭裕玲、伍詠薇、許冠傑、何家劲、張學友、劉德華、孙楠、刀郎、沙叶新、邝美云、陳慧嫻、黃秋生、向雪懷、鄭國江等均是多年老友。

### 名下馬匹
譚詠麟是香港明星足球隊的成員，亦是香港賽馬會會員，先後擁有馬匹「好朋友」、「財神駕到」、「財神再到」、「財運駕到」、「萬眾開心」。

### 足球活動
譚詠麟是康宏晨曦足球隊的名譽會長之一。因为受谭江柏影响，他本人酷愛足球，為香港明星足球隊創會隊員及隊長，多次帶領明星足球隊與其他足球隊進行慈善友誼賽，為有需要的團體或人士籌募善款。

### 政治傾向
譚詠麟在1989年表態支持八九民運，他曾於1989年5月在新華社香港分社外與學生合唱《傲骨》，又出席跑馬地馬場舉行的「民主歌聲獻中華」為北京民主運動籌款，譚詠麟在受訪時稱「香港人唔應該再政治冷感，應該要醒。我好希望用行動支持學生，亦希望更多圈中人可以支持學運、關心國家。如果我有仔女，我都會鼓勵佢哋參加，支持民主運動。」「作為一個中國人，我好希望見到祖國踏上民主光明大道，老一批領導人應該下台，畀思想開放嘅新領導人管治國家。」譚詠麟曾表示支持德育及國民教育科，但同時提出需要多溝通、多共識，然而，這番言論惹起網民不滿，指責他將兒子送入國際學校，後來更將兒子送到英國留學，而他本人亦被發現使用英國國民（海外）護照到美國探望任職外國遊戲公司工程師並長居加拿大的兒子。
2019年逃犯條例修訂爭議期間，譚詠麟曾與鍾鎮濤出席撐警集會。譚詠麟在集會上表示“撐正義，不撐政治”，有歌迷認為他的做法令人失望，并公開踩爛他的唱片表示抗議。反對修例的歌手黃耀明指「當你踏進這個公園，踏上這個舞台就已經非常政治，不談政治，政治會找上門......不要掩耳盜鈴，自欺欺人」，何韻詩指責他在1989年高調支持北京民運，如今稱「不談政治」是「雙重標準」，還要在撐警集會「走上台聲援再向弱者踩多幾腳」。怒氣未消的網友在Change.org發動聯署，要求禠奪譚詠麟曾憑藉反共電影《假如我是真的》所贏得的第18屆金馬獎最佳獎男主角獎項。譚詠麟的名字出現在2020年5月香港國家安全法的支持聯署。

## 音樂年表/演唱會

### 粵語專輯
| 時間           | 專輯名稱                                                    |
| 1979年2月20日  | 《反斗星》                                                  |
| 1980年1月3日   | 《愛到你發狂》                                              |
| 1981年8月13日  | 《忘不了您》                                                |
| 1982年4月8日   | 《愛人、女神》                                              |
| 1982年11月1日  | 《精裝譚詠麟》                                              |
| 1983年4月19日  | 《春... 遲來的春天》                                        |
| 1984年1月28日  | 《霧之戀》                                                  |
| 1984年7月27日  | 《愛的根源》                                                |
| 1985年2月15日  | 《愛情陷阱》                                                |
| 1985年12月12日 | 《暴風女神 Lorelei》                                        |
| 1986年7月18日  | 《第一滴淚》                                                |
| 1987年1月27日  | 《牆上的肖像》                                              |
| 1987年7月8日   | 《再見吧！？浪漫》                                          |
| 1988年2月12日  | 《迷惑》                                                    |
| 1988年8月18日  | 《擁抱》                                                    |
| 1989年2月1日   | 《愛念》                                                    |
| 1989年8月11日  | 《忘情都市》                                                |
| 1990年1月23日  | 《夢幻舞台》                                                |
| 1990年8月10日  | 《世外桃源》                                                |
| 1991年2月8日   | 《神話1991》                                                |
| 1991年7月25日  | 《迷情》                                                    |
| 1992年1月30日  | 《情人》                                                    |
| 1992年8月26日  | 《愛情故事》                                                |
| 1992年11月12日 | 《我的生命我的愛》                                          |
| 1993年2月19日  | 《情心義膽》                                                |
| 1993年9月2日   | 《笑看人生》                                                |
| 1994年2月8日   | 《夢幻的笑容》                                              |
| 1994年8月26日  | 《喜愛》                                                    |
| 1995年1月27日  | 《伴我飛翔》                                                |
| 1995年8月8日   | 《實在男人》                                                |
| 1996年2月15日  | 《獨一無二》                                                |
| 1996年8月23日  | 《思前想後》                                                |
| 1997年2月4日   | 《永恆的珍》                                                |
| 1997年7月16日  | 《我們一起走過的日子》                                      |
| 1997年8月22日  | 《我們一起唱過的歌》                                        |
| 1998年1月29日  | 《淨化空間》                                                |
| 1998年4月1日   | 《在乎》(大陸引進版收錄多3首同一專輯粵語歌曲改編的國語歌曲) |
| 1998年11月23日 | 《飛馬》                                                    |
| 1999年6月1日   | 《無限...感激》                                             |
| 1999年8月13日  | 《誰可改變》                                                |
| 2000年2月1日   | 《自選角度》                                                |
| 2001年1月10日  | 《愛自己》                                                  |
| 2001年8月15日  | 《非一般的譚詠麟》                                          |
| 2003年1月23日  | 《不一樣的譚詠麟 - 首部曲》                                 |
| 2003年6月20日  | 《不一樣的譚詠麟 - 二部曲》（粵、國語混合）                 |
| 2003年12月29日 | 《左麟右李》                                                |
| 2004年12月15日 | 《天·地》（粵、國語混合）                                   |
| 2005年8月30日  | 《星光大道》                                                |
| 2006年12月11日 | 《ALAN·聽》                                                 |
| 2008年2月5日   | 《The Best Sound Ever Reborn - 愛的根源》                   |
| 2009年6月18日  | 《Mr. Tam 再度感動》                                        |
| 2010年10月20日 | 《Rolling Power 滾軸力量》（粵、國語混合；與Mr.共同發行）   |
| 2012年3月23日  | 《一點光 Shine A Light》                                    |
| 2012年6月21日  | 《Time After Time》（粵、國、英語混合）                     |
| 2013年9月18日  | 《708090後》                                                |
| 2013年12月6日  | 《男人的歌》                                                |
| 2015年1月12日  | 《銀河歲月》                                                |
| 2018年11月20日 | 《音樂大本型》                                              |
| 2019年6月3日   | 《音樂夏令型》                                              |
| 2022年5月27日  | 《傾·聽》                                                   |

### 國語專輯
| 時間           | 專輯名稱                                                  |
| 1980年12月25日 | 《彈起來！唱起來！尋找》                                  |
| 1981年10月10日 | 《你的凝望》                                              |
| 1988年4月26日  | 《半夢半醒之間》（國、英語混合）                          |
| 1988年9月27日  | 《心手相連》（國、英語混合）                              |
| 1989年9月25日  | 《像我這樣的朋友》                                        |
| 1990年5月30日  | 《難捨難分》                                              |
| 1990年10月18日 | 《我真的和他們不同》（國、英語混合）                      |
| 1991年5月23日  | 《不滅的愛》                                              |
| 1992年6月26日  | 《讓愛繼續》                                              |
| 1994年7月1日   | 《青春夢》                                                |
| 1995年9月1日   | 《讓我們做得更好》                                        |
| 1997年7月10日  | 《把你藏在歌裏面都為了愛》                                |
| 2003年6月20日  | 《不一樣的譚詠麟 - 二部曲》（粵、國語混合）               |
| 2004年12月15日 | 《天·地》（粵、國語混合）                                 |
| 2007年8月10日  | 《最愛笑的人》                                            |
| 2010年10月20日 | 《Rolling Power 滾軸力量》（粵、國語混合；與Mr.共同發行） |
| 2012年6月21日  | 《Time After Time》（粵、國、英語混合）                   |
| 2017年4月20日  | 《欣賞》                                                  |

### 外語專輯
| 時間           | 專輯名稱                                 |
| 1984年9月3日   | 《夏の寒風》（日、英語混合）             |
| 1986年12月19日 | 《Thunder Arm》（日、英語混合）          |
| 1987年2月5月   | 《Fantasy》（日、英語混合）              |
| 1987年6月21月  | 《Hello! Solitude》（日、英語混合）      |
| 1988年4月26日  | 《半夢半醒之間》（國、英語混合）         |
| 1988年7月1日   | 《はなさないで》（單曲）（日、英語混合） |
| 1988年9月27日  | 《心手相連》（國、英語混合）             |
| 1990年10月18日 | 《我真的和他們不同》（國、英語混合）     |
| 1993年11月1日  | 《My Love》（英、韓語混合）              |
| 2012年6月21日  | 《Time After Time》（粵、國、英語混合）  |

### 從未出版歌曲
| 時間            | 歌名           | 備註                                 |
| 1979年          |                | TVB電視劇《香港地》主題曲            |
| 1979年          | 《陪我去尋夢》 | 國語歌，電影《花伴舞春風》插曲       |
| 1981年          |                | 國語歌，電影《佻皮俏冤家》歌曲       |
| 1992年          |                | 電影《霧都情仇》片尾曲               |
| 1992年          | 《我回來了》   | 電影《霧都情仇》國語版片尾曲         |
| 2004年 / 2005年 | 《鴻飛萬里》   | TVB電視劇《我師傅係黃飛鴻》主題曲    |
| 2005年          | 《武是道》     | TVB台慶劇《佛山贊師父》主題曲        |
| 2016年          | 《男人悲劇》   | 與陳小春合唱；電影《江湖悲劇》主題曲 |

### 演唱會 (非完整)
| 日期                                                  | 名稱                                           | 場數 | 場地                          |
| 1980年1月24日                                         | 譚詠麟80勁歌無敵士之夜                         | 2    | 大會堂音樂廳                  |
| 1981年12月15至16日                                    | 譚詠麟81演唱會                                 | 2    | 伊莉莎白體育館                |
| 1982年12月24至25日                                    | 譚詠麟金曲演唱會                               | 2    | 香港大球場                    |
| 1983年9月3至4日                                       | 溫拿10週年演唱會                               | 2    | 香港紅磡體育館                |
| 1984年8月4至9日                                       | 譚詠麟84演唱會                                 | 6    | 香港紅磡體育館                |
| 1985年11月8-10日                                      | 亞洲和平音樂會85                               | 3    | 香港紅磡體育館                |
| 1985年7月12至28日                                     | 譚詠麟85超白金演唱會                           | 20   | 香港紅磡體育館                |
| 1986年8月12至31日                                     | 譚詠麟86萬眾狂歡演唱會                         | 20   | 香港紅磡體育館                |
| 1987年7月10至26日                                     | 譚詠麟87與你情不變演唱會                       | 17   | 香港紅磡體育館                |
| 1988年9月23至29日                                     | 溫拿15週年演唱會                               | 10   | 香港紅磡體育館                |
| 1989年4月1日                                          | 譚詠麟好友慈善演唱會                           | 1    | 香港紅磡體育館                |
| 1989年7月31日至8月24日、9月7至9、11至21日             | 譚詠麟89浪漫演唱會                             | 38   | 香港紅磡體育館                |
| 1991年7月26日至8月7日、8月10日至8月22日               | 譚詠麟變幻迷情演唱會91、譚詠麟夢幻柔情演唱會91 | 26   | 香港紅磡體育館                |
| 1993年5月15至26日                                     | 溫拿開開心心20年紀念演唱會                     | 12   | 香港紅磡體育館                |
| 1994年4月22至24日                                     | 譚詠麟94純金曲演唱會（香港大球場）             | 3    | 香港大球場                    |
| 1994年5月13至17日                                     | 譚詠麟94純金曲演唱會（香港體育館）             | 5    | 香港紅磡體育館                |
| 1997年2月6至17日                                      | 譚詠麟97金曲回歸演唱會                         | 12   | 香港紅磡體育館                |
| 1998年4月20日                                         | 溫拿拉闊音樂會                                 | 1    | 香港會議展覽中心新翼3號展覽廳 |
| 1998年8月13至24日                                     | 溫拿25年自然關係演唱會                         | 12   | 香港紅磡體育館                |
| 1998年12月11至16日                                    | 溫拿ENCORE演唱會'98                            | 6    | 香港紅磡體育館                |
| 2000年2月4至11、18至19日                              | 譚詠麟魅力千禧演唱會                           | 10   | 香港紅磡體育館                |
| 2001年8月10至17日                                     | 譚詠麟飛一般演唱會2001                         | 8    | 香港會議展覽中心新翼3號展覽廳 |
| 2002年2月21至25日                                     | 港樂Alan Live 2002（2月24日加開日場）          | 6    | 香港紅磡體育館                |
| 2003年2月1至10日、6月27日至7月1日（當中包括三場日場） | 左麟右李演唱會2003                             | 18   | 香港紅磡體育館                |
| 2004年1月22至31日、2月1日                             | 左麟右李04開心演唱會                           | 11   | 香港紅磡體育館                |
| 2005年8月25日至9月4日                                 | 譚詠麟歌者戀歌濃情30年演唱會                   | 11   | 香港紅磡體育館                |
| 2007年2月18日至3月2日                                 | 溫拿33好時光演唱會2007                         | 13   | 香港紅磡體育館                |
| 2009年2月1至10、13至14日                              | 香港2009東亞運動會左麟右李演唱會               | 12   | 香港紅磡體育館                |
| 2010年7月16至21、23至24日                             | 譚詠麟2010再度感動演唱會                       | 8    | 香港紅磡體育館                |
| 2011年2月4至9日                                       | 溫拿38大躍進演唱會                             | 6    | 香港紅磡體育館                |
| 2012年7月20至28日                                     | 譚詠麟x杜麗莎 Time After Time 演唱會           | 9    | 香港紅磡體育館                |
| 2013年12月6至15日（12月8，14 及15日加開3場日場）      | 左麟右李十週年演唱會2013-香港有聲音            | 13   | 香港紅磡體育館                |
| 2015年2月13至25日                                     | 譚詠麟銀河歲月40載演唱會2015                   | 13   | 香港紅磡體育館                |
| 2016年2月6至13日                                      | 溫拿NEVER SAY GOODBYE演唱會2016                | 8    | 香港紅磡體育館                |
| 2017年1月7日                                          | 溫拿與太極《純音樂LIVE》                       | 1    | 亞洲國際博覽館 Arena          |
| 2017年8月12至21日                                     | 阿Sam & 阿Tam Happy Together 演唱會            | 12   | 香港紅磡體育館                |
| 2018年8月5至15日                                      | 阿Sam & 阿Tam Happy Together 演唱會Part II     | 11   | 香港紅磡體育館                |
| 2023年8月6-10，12-13日                                | 溫拿情不變說再見演唱會                         | 7    | 香港紅磡體育館                |
| 2026年1月-日                                          | 譚詠麟演唱會                                   |      | 啟德主場館                    |

| 本地演唱會統計 | 本地演唱會統計 | 本地演唱會統計 | 本地演唱會統計 | 本地演唱會統計 | 本地演唱會統計 |
| -------------- | -------------- | -------------- | -------------- | -------------- | -------------- |
|                | 個人           | 溫拿           | 左麟右李       | 其他組合       | 總場數         |
| 紅館           | *193           | 76             | 54             | 35             | 358            |
| 其他場地       | 17             | 2              |                |                | 19             |
| 總場數         | 210            | 78             | 54             | 35             | 377            |

備註* 包括一場1989年個人慈善演唱會 ，他是在紅館開個人演唱會最多場數的歌手

## 電影

### 電影發展
1975年到1978年3年時間譚詠麟主演了多部港產電影，首部電影是1975年的《大家樂》，奪得年度票房榜第四名的好成績，並同時間進行歌影視三棲綜合發展。1979年他赴台灣發展，與台灣永昇影業簽約，在台期間共拍攝十數部電影。到了1981年，憑《假如我是真的》獲得金馬獎最佳男主角。其後返回香港作全力發展，成為一線歌星之餘，亦拍了多部賣座電影，更憑藉1987年《龍兄虎弟》登上年度票房榜冠軍。此外《小生怕怕》、《陰陽錯》、《恭喜發財》、《最佳福星》、《至尊無上》和《至尊計狀元才》等進入了年度票房榜前十位置。
1984年《陰陽錯》片中的主題曲《幻影》更成為香港電影主題曲的代表作之一。其後他演出過多部喜劇，例如《黃飛鴻笑傳》、《最佳拍檔之醉街拍檔》、《2013我愛HK 恭喜發財》等。2010年，繼24年前的《恭喜發財》後，譚詠麟再度在阮世生執導、黃岳泰監製、楊千嬅、張震、張雨綺和張榕容合演的賀歲片《財神到》中飾演財神一角。

### 電影年表
| 時間   | 片名                     | 角色                  |
| 1975年 | 大家樂                   | 阿倫                  |
| 1976年 | 溫拿與教授               |                       |
| 1978年 | 追趕跑跳碰               | 梁世華 阿倫           |
| 1979年 | 忘憂草                   |                       |
| 1979年 | 花伴舞春風               |                       |
| 1980年 | 歡喜冤家                 |                       |
| 1980年 | 結婚三級跳               |                       |
| 1980年 | 一對傻鳥                 | 方銳                  |
| 1980年 | 暑期工讀生               |                       |
| 1980年 | 誤我青春三十年           |                       |
| 1981年 | 烏龍行大運               | 蒙大頭、阿倫          |
| 1981年 | 佻皮俏冤家               | 楊嘉中                |
| 1981年 | 東追西趕跑跳碰           |                       |
| 1981年 | 假如我是真的             | 李小璋                |
| 1981年 | 窗口的月亮不准看         |                       |
| 1982年 | 百分滿點                 |                       |
| 1982年 | 霹靂大妞                 | 吉米(jimmy)           |
| 1982年 | 冷眼殺機                 |                       |
| 1982年 | 凶劫                     |                       |
| 1982年 | 難兄難弟                 | 洗頭仔（客串）        |
| 1982年 | 小生怕怕                 | 羽模倫 台：羽吾倫     |
| 1983年 | 少爺威威                 |                       |
| 1984年 | 多情種                   | 客串                  |
| 1984年 | 陰陽錯                   | 古志明                |
| 1984年 | 君子好逑                 | 吳曉輝                |
| 1985年 | 恭喜發財                 | 財神                  |
| 1985年 | 花仔多情                 | 張銘倫                |
| 1985年 | 四眼仔                   | 李錦倫                |
| 1986年 | 八喜臨門                 | 客串                  |
| 1986年 | 歌者戀歌                 | 譚世美                |
| 1986年 | 最佳福星                 | 狗王倫 台：犬王炳     |
| 1986年 | 殺妻二人組               | 客串                  |
| 1986年 | 兩公婆八條心【龍的種】   | 客串                  |
| 1987年 | 龍兄虎弟                 | Alan                  |
| 1987年 | 江湖情                   | 麥英雄                |
| 1987年 | 用愛捉伊人               | Tempo                 |
| 1987年 | 精裝追女仔2              | 客串                  |
| 1988年 | 愛的逃兵                 | 高音階                |
| 1988年 | 龍之家族                 | 阿倫                  |
| 1989年 | 至尊無上                 | 羅森                  |
| 1989年 | 小小小警察               | 精神院院長            |
| 1990年 | 富貴兵團                 | 羅森                  |
| 1990年 | 至尊計狀元才             | 雷力                  |
| 1990年 | 脂粉雙雄                 | 串燒倫                |
| 1991年 | 驚天十二小時             | 雷泰                  |
| 1991年 | 雙城故事                 | 阿倫                  |
| 1991年 | 豪門夜宴                 | 客串                  |
| 1992年 | 黃飛鴻笑傳               | 黃飛鴻 黃麒英(分飾)   |
| 1993年 | 黃飛鴻對黃飛鴻           | 黃飛鴻                |
| 1993年 | 廣東五虎之鐵拳無敵孫中山 | 杜海輪                |
| 1996年 | 嫲嫲帆帆                 | 常帆                  |
| 1997年 | 最佳拍檔之醉街拍檔       | 浩式                  |
| 2003年 | 大丈夫                   | 客串酒店客人          |
| 2006年 | 左麟右李之我愛醫家人     | 分飾 嬤嬤/鳳父/鳳大哥 |
| 2010年 | 財神到                   | 財神總管              |
| 2010年 | 馴龍記                   | 戈伯(配音)            |
| 2011年 | 英雄喋血                 | 黃興                  |
| 2011年 | 與時尚同居               | Alex                  |
| 2011年 | 東成西就2011             | 客串                  |
| 2012年 | 起勢摇滚                 | 校长                  |
| 2013年 | 2013我愛HK 恭喜發財      | 宋池雄                |
| 2016年 | 江湖悲劇                 | 金倫                  |
| 2018年 | 棟篤特工                 | 客串 談判專家         |

## 派台歌曲紀錄（1979年至今）
| 派台歌曲成績（四台）                | 派台歌曲成績（四台）                   | 派台歌曲成績（四台） | 派台歌曲成績（四台） | 派台歌曲成績（四台） | 派台歌曲成績（四台） | 派台歌曲成績（四台）                                                             | 派台歌曲成績（四台）                                                             |      |
| ----------------------------------- | -------------------------------------- | -------------------- | -------------------- | -------------------- | -------------------- | -------------------------------------------------------------------------------- | -------------------------------------------------------------------------------- | ---- |
| 唱片                                | 歌曲                                   | 903                  | RTHK                 | 997                  | TVB                  | 備註                                                                             | 備註                                                                             |      |
| 1979年                              |                                        |                      |                      |                      |                      |                                                                                  |                                                                                  |      |
| 反斗星                              | 唱一首好歌                             |                      | 1                    |                      |                      | 首支冠軍歌 OT：Bee Gees                                                          | 首支冠軍歌 OT：Bee Gees                                                          |      |
| 1981年                              |                                        |                      |                      |                      |                      |                                                                                  |                                                                                  |      |
| 忘不了您                            | 想将来                                 |                      | 1                    |                      |                      |                                                                                  |                                                                                  |      |
| 1982年                              |                                        |                      |                      |                      |                      |                                                                                  |                                                                                  |      |
| 爱人·女神                           | 雨絲、情愁                             |                      | 1                    |                      |                      | OT：五輪真弓 ~ リバイバル                                                        | OT：五輪真弓 ~ リバイバル                                                        |      |
| 精装谭咏麟                          | 小生怕怕                               |                      | 1                    |                      |                      | 电影小生怕怕主题曲                                                               | 电影小生怕怕主题曲                                                               |      |
| 1983年                              |                                        |                      |                      |                      |                      |                                                                                  |                                                                                  |      |
| 春… 迟来的春天                      | 迟来的春天                             |                      | (1)                  |                      |                      | OT：因幡晃 ~ 夏にありがとう                                                      | OT：因幡晃 ~ 夏にありがとう                                                      |      |
| 春… 迟来的春天                      | 少爷威威                               |                      | 1                    |                      |                      | 电影少爷威威主题曲                                                               | 电影少爷威威主题曲                                                               |      |
| 1984年                              |                                        |                      |                      |                      |                      |                                                                                  |                                                                                  |      |
| 春... 迟来的春天                    | 幻影                                   |                      | 1                    |                      |                      | 电影阴阳错主题曲                                                                 | 电影阴阳错主题曲                                                                 |      |
| 雾之恋                              | 雾之恋                                 |                      | (1)                  |                      |                      | OT：高橋真梨子 ~ for you...                                                      | OT：高橋真梨子 ~ for you...                                                      |      |
| 雾之恋                              | 傲骨                                   |                      | -                    |                      |                      |                                                                                  |                                                                                  |      |
| 雾之恋                              | 午夜丽人                               |                      | -                    |                      |                      | 无线电视剧一舞傾城片尾曲                                                         | 无线电视剧一舞傾城片尾曲                                                         |      |
| 雾之恋                              | 爱的替身                               |                      | -                    |                      |                      | OT：H2O ~ 想い出がいっぱい                                                       | OT：H2O ~ 想い出がいっぱい                                                       |      |
| 爱的根源                            | 爱的根源                               |                      | 1                    |                      |                      | 电影君子好逑主题曲                                                               | 电影君子好逑主题曲                                                               |      |
| 爱的根源                            | 夏日寒风                               |                      | -                    |                      |                      | 电影开心鬼放暑假插曲                                                             | 电影开心鬼放暑假插曲                                                             |      |
| 爱的根源                            | 谁可改变                               |                      | -                    |                      |                      | 电视剧天师执位主题曲                                                             | 电视剧天师执位主题曲                                                             |      |
| 爱的根源                            | 都市恋歌                               |                      | -                    |                      |                      | 电影君子好逑插曲                                                                 | 电影君子好逑插曲                                                                 |      |
| 爱的根源                            | 爱在深秋                               |                      | 1                    |                      |                      | OT：趙容弼 ~ 친구여 (朋友)                                                       | OT：趙容弼 ~ 친구여 (朋友)                                                       |      |
| 1985年                              |                                        |                      |                      |                      |                      |                                                                                  |                                                                                  |      |
| 爱情陷阱                            | 爱情陷阱                               |                      | (1)                  |                      |                      |                                                                                  |                                                                                  |      |
| 爱情陷阱                            | 雨夜的浪漫                             |                      | (1)                  |                      |                      | OT：布施明 ~ ファンタジー (FANTASY)                                              | OT：布施明 ~ ファンタジー (FANTASY)                                              |      |
| 爱情陷阱                            | 情(是永愿着迷)                         |                      | 1                    |                      |                      |                                                                                  |                                                                                  |      |
| 爱情陷阱                            | 此刻你在何处                           |                      | -                    |                      |                      | 电影花仔多情插曲                                                                 | 电影花仔多情插曲                                                                 |      |
| 爱情陷阱                            | 幸运星                                 |                      | -                    |                      |                      |                                                                                  |                                                                                  |      |
| 24小时香港                          | 玩的格言                               |                      | -                    |                      |                      | 與彭健新合唱                                                                     | 與彭健新合唱                                                                     |      |
| 暴風女神 Lorelei                    | 暴風女神 Lorelei                       |                      | 1                    |                      |                      | 电影龙兄虎弟主题曲                                                               | 电影龙兄虎弟主题曲                                                               |      |
| 1986年                              |                                        |                      |                      |                      |                      |                                                                                  |                                                                                  |      |
| 暴風女神 Lorelei                    | 朋友                                   |                      | 1                    |                      | 1                    | 兩台冠軍歌 电影龙兄虎弟插曲                                                      | 兩台冠軍歌 电影龙兄虎弟插曲                                                      |      |
| 暴風女神 Lorelei                    | 編織                                   |                      | 4                    |                      | /                    | OT：趙容弼 ~ 正義心 (정의 마음)                                                  | OT：趙容弼 ~ 正義心 (정의 마음)                                                  |      |
| 暴風女神 Lorelei                    | 吻別                                   |                      | 4                    |                      | /                    |                                                                                  |                                                                                  |      |
| 暴風女神 Lorelei                    | 你要等我                               |                      | -                    |                      | 2                    |                                                                                  |                                                                                  |      |
| 第一滴淚                            | 第一滴淚                               |                      | 1                    |                      | 2                    |                                                                                  |                                                                                  |      |
| 第一滴淚                            | 刺客                                   |                      | 4                    |                      | 6                    |                                                                                  |                                                                                  |      |
| 第一滴淚                            | 無言感激                               |                      | (1)                  |                      | [1]                  | 兩台冠軍歌                                                                       | 兩台冠軍歌                                                                       |      |
| 第一滴淚                            | 珍重                                   |                      | 1                    |                      | 4                    | OT：森昌子 ~ いつまでも～愛彩川～                                                | OT：森昌子 ~ いつまでも～愛彩川～                                                |      |
| 第一滴淚                            | 世界停頓                               |                      | -                    |                      | 7                    |                                                                                  |                                                                                  |      |
| 1987年                              |                                        |                      |                      |                      |                      |                                                                                  |                                                                                  |      |
| 牆上的肖像                          | 痴心的廢墟                             |                      | -                    |                      | 8                    | 无线电视剧黄金十年主题曲                                                         | 无线电视剧黄金十年主题曲                                                         |      |
| 牆上的肖像                          | 曾經                                   |                      | 1                    |                      | 1                    | 兩台冠軍歌 无线电视剧黄金十年插曲                                                | 兩台冠軍歌 无线电视剧黄金十年插曲                                                |      |
| 牆上的肖像                          | Maggie                                 |                      | 1                    |                      | 1                    | 兩台冠軍歌                                                                       | 兩台冠軍歌                                                                       |      |
| 牆上的肖像                          | 牆上的肖像                             |                      | -                    |                      | 8                    |                                                                                  |                                                                                  |      |
| 牆上的肖像                          | 無邊的思憶                             |                      | 2                    |                      | (1)                  | OT：椎名恵 ~ ル・ポールはさよならの港                                            | OT：椎名恵 ~ ル・ポールはさよならの港                                            |      |
| 牆上的肖像                          | 情不變                                 |                      | -                    |                      | 7                    | OT：England Dan & John Ford Coley~ Broken Hearted Me                             | OT：England Dan & John Ford Coley~ Broken Hearted Me                             |      |
| 再見吧！？浪漫                      | Don't Say Goodbye                      |                      | 1                    |                      | 1                    | 兩台冠軍歌                                                                       | 兩台冠軍歌                                                                       |      |
| 再見吧！？浪漫                      | 再見吧！浪漫                           |                      | 1                    |                      | -                    |                                                                                  |                                                                                  |      |
| 再見吧！？浪漫                      | 知心當玩偶                             |                      | 1                    |                      | 2                    |                                                                                  |                                                                                  |      |
| 1988年                              |                                        |                      |                      |                      |                      |                                                                                  |                                                                                  |      |
| 迷惑                                | 玩出火                                 |                      | 3                    |                      | 1                    |                                                                                  |                                                                                  |      |
| 迷惑                                | 半夢半醒                               | ［1］                | 1                    |                      | {1}                  | 三台冠軍歌                                                                       | 三台冠軍歌                                                                       |      |
| 迷惑                                | 不見不散                               | 3                    | 1                    |                      | 1                    | OT：德永英明~ 夏の素描                                                           | OT：德永英明~ 夏の素描                                                           |      |
| 迷惑                                | 偏愛                                   | -                    | -                    |                      | -                    | 與早見優合唱                                                                     | 與早見優合唱                                                                     |      |
| 擁抱                                | 八十歲後                               | {1}                  | 1                    |                      | 1                    | 三台冠軍歌OT：森進一~ 冬のリヴィエラ                                             | 三台冠軍歌OT：森進一~ 冬のリヴィエラ                                             |      |
| 擁抱                                | 午夜皇后                               | 15                   | -                    |                      | 7                    | OT：Yardbirds~ Heart Full Of Soul                                                | OT：Yardbirds~ Heart Full Of Soul                                                |      |
| 擁抱                                | 水中花                                 | 2                    | 1                    |                      | 1                    |                                                                                  |                                                                                  |      |
| 擁抱                                | 擁抱                                   | 26                   | -                    |                      | -                    |                                                                                  |                                                                                  |      |
| 1989年                              |                                        |                      |                      |                      |                      |                                                                                  |                                                                                  |      |
| 愛念                                | 愛念                                   | 1                    | 1                    |                      | 1                    | 三台冠軍歌                                                                       | 三台冠軍歌                                                                       |      |
| 愛念                                | 情義倆心知                             | (1)                  | 1                    |                      | 1                    | 三台冠軍歌OT：德永英明~ 梦に抱かれて                                             | 三台冠軍歌OT：德永英明~ 梦に抱かれて                                             |      |
| 愛念                                | 魔鬼之女                               | 6                    | 3                    |                      | -                    | OT：Sharon O'Neill~ Favours                                                      | OT：Sharon O'Neill~ Favours                                                      |      |
| 愛念                                | 愛你兩個人                             | 5                    | -                    |                      | 5                    |                                                                                  |                                                                                  |      |
| 忘情都市                            | 你知我知                               | (1)                  | 1                    |                      | 1                    | 三台冠軍歌 OT：Roxette~ The Look                                                 | 三台冠軍歌 OT：Roxette~ The Look                                                 |      |
| 忘情都市                            | 獨醉街頭                               | 2                    | 5                    |                      | 2                    |                                                                                  |                                                                                  |      |
| 忘情都市                            | 我心如雷                               | 18                   | 13                   |                      | -                    | OT：Sharon O'Neill ~ Thirst For Love                                             | OT：Sharon O'Neill ~ Thirst For Love                                             |      |
| 忘情都市                            | 浪漫之後                               | -                    | -                    |                      | 4                    |                                                                                  |                                                                                  |      |
| 1990年                              |                                        |                      |                      |                      |                      |                                                                                  |                                                                                  |      |
| 夢幻舞台                            | 卡拉永遠OK                             | 4                    | 1                    |                      | 2                    |                                                                                  |                                                                                  |      |
| 夢幻舞台                            | 明天仍要繼續                           | 10                   | 2                    |                      | 9                    | 无线电视剧他來自江湖主題曲                                                       | 无线电视剧他來自江湖主題曲                                                       |      |
| 夢幻舞台                            | 藝海浮台                               | 28                   | 17                   |                      | 2                    |                                                                                  |                                                                                  |      |
| 夢幻舞台                            | 冷傲的化妝                             | -                    | -                    |                      | -                    | OT：Roxette ~ Dangerous                                                          | OT：Roxette ~ Dangerous                                                          |      |
| 夢幻舞台                            | 誰可比親心                             | -                    | -                    |                      | -                    |                                                                                  |                                                                                  |      |
| 夢幻舞台                            | 夢仍是一樣                             | -                    | -                    |                      | 6                    |                                                                                  |                                                                                  |      |
| 世外桃源                            | 理想與和平                             | 4                    | 1                    |                      | 1                    | OT：Edoardo Bennato & Gianna Nannini~ Un'estate Italiana                         | OT：Edoardo Bennato & Gianna Nannini~ Un'estate Italiana                         |      |
| 世外桃源                            | 爵士怨曲                               | 1                    | 1                    |                      | 1                    |                                                                                  |                                                                                  |      |
| 世外桃源                            | 世外桃源                               | 8                    | 8                    |                      | 6                    |                                                                                  |                                                                                  |      |
| 世外桃源                            | 路疊路                                 | -                    | -                    |                      | -                    |                                                                                  |                                                                                  |      |
| 世外桃源                            | 也曾相識                               | 15                   | -                    |                      | 5                    | 无线电视剧午夜太陽插曲 OT：巫啟賢 ~ 你是我的唯一                                 | 无线电视剧午夜太陽插曲 OT：巫啟賢 ~ 你是我的唯一                                 |      |
| 1991年                              |                                        |                      |                      |                      |                      |                                                                                  |                                                                                  |      |
| 神話1991                            | 一生中最愛                             | 2                    | 1                    |                      | 1                    |                                                                                  |                                                                                  |      |
| 神話1991                            | 明天你是否依然愛我                     | 26                   | 2                    |                      | 2                    | 與關淑怡合唱 OT：王芷蕾 ~ 明天你是否依然愛我 同曲曲目：林憶蓮 ~ 明天是否愛我     | 與關淑怡合唱 OT：王芷蕾 ~ 明天你是否依然愛我 同曲曲目：林憶蓮 ~ 明天是否愛我     |      |
| 神話1991                            | 今夜情為證                             | -                    | 13                   |                      | -                    |                                                                                  |                                                                                  |      |
| 神話1991                            | 友誼永在                               | 5                    | 8                    |                      | -                    | 電影《雙城故事》主題曲                                                           | 電影《雙城故事》主題曲                                                           |      |
| 神話1991                            | 北風                                   | -                    | -                    |                      | -                    | OT：Evenrude~ Desperado                                                          | OT：Evenrude~ Desperado                                                          |      |
| 迷情                                | 我做得到                               | 10                   | 3                    |                      | 5                    | 與成龍合唱                                                                       | 與成龍合唱                                                                       |      |
| 迷情                                | 知不知                                 | 1                    | 1                    |                      | 3                    |                                                                                  |                                                                                  |      |
| 迷情                                | Elaine                                 | 10                   | 2                    |                      | 1                    |                                                                                  |                                                                                  |      |
| 迷情                                | 俗世洪流                               | 8                    | -                    |                      | 1                    |                                                                                  |                                                                                  |      |
| 迷情                                | 幫我，欺騙我                           | -                    | -                    |                      | 6                    |                                                                                  |                                                                                  |      |
| 1992年                              |                                        |                      |                      |                      |                      |                                                                                  |                                                                                  |      |
| 情人                                | 情人                                   | (1)                  | 1                    |                      | 1                    | 三台冠軍歌                                                                       | 三台冠軍歌                                                                       |      |
| 情人                                | 再等幾天                               | 9                    | /                    |                      | -                    | OT：Scorpions~ Wind Of Change                                                    | OT：Scorpions~ Wind Of Change                                                    |      |
| 愛情故事                            | 只有你                                 | 1                    | 1                    |                      | 1                    | OT：Yazoo~ Only You                                                              | OT：Yazoo~ Only You                                                              |      |
| 愛情故事                            | 離不開的心                             | 20                   | -                    |                      | 2                    |                                                                                  |                                                                                  |      |
| 我的生命我的愛                      | 我的生命我的愛                         | 26                   | 12                   |                      | -                    |                                                                                  |                                                                                  |      |
| 1993年                              |                                        |                      |                      |                      |                      |                                                                                  |                                                                                  |      |
| 情心義膽                            | 紅塵歲月                               | 3                    | 1                    |                      | 1                    | OT：Roy Hamilton~ (At) The End (Of A Rainbow)                                    | OT：Roy Hamilton~ (At) The End (Of A Rainbow)                                    |      |
| 情心義膽                            | 永遠都深愛你                           | 15                   | -                    |                      | -                    | OT：Arnold~ You Don't Know Me                                                    | OT：Arnold~ You Don't Know Me                                                    |      |
| 情心義膽                            | 你是我的女人                           | 5                    | 5                    |                      | 1                    | OT：The Drifters ~ Under The Boardwalk 同曲曲目：林子祥，鄭浩南，杜德智 ~ 鬆一鬆 | OT：The Drifters ~ Under The Boardwalk 同曲曲目：林子祥，鄭浩南，杜德智 ~ 鬆一鬆 |      |
| 笑看人生                            | 愛多一次 痛多一次                      | 7                    | 1                    |                      | 1                    | OT：童安格 ~ 愛與哀愁                                                            | OT：童安格 ~ 愛與哀愁                                                            |      |
| 笑看人生                            | 笑看人生                               | 7                    | 5                    |                      | 1                    | OT：Sandra Reemer ~ All My Life                                                  | OT：Sandra Reemer ~ All My Life                                                  |      |
| 夢幻的笑容                          | 夢幻的笑容                             | 14                   | -                    |                      | -                    | OT：Timmy Thomas ~（Dying Inside）To Hold You                                    | OT：Timmy Thomas ~（Dying Inside）To Hold You                                    |      |
| 1994年                              |                                        |                      |                      |                      |                      |                                                                                  |                                                                                  |      |
| 笑看人生                            | 還是你懂得愛我                         | -                    | -                    | 1                    | -                    |                                                                                  |                                                                                  |      |
| 夢幻的笑容                          | 情憑誰來定錯對                         | 3                    | 1                    | 1                    | 2                    | OT：金賢植 ~ 我的愛，留在我身邊                                                  | OT：金賢植 ~ 我的愛，留在我身邊                                                  |      |
| 夢幻的笑容                          | 再見亦是淚!?                           | 10                   | 4                    | /                    | 1                    | OT：邰正宵 ~ 找一個字代替                                                        | OT：邰正宵 ~ 找一個字代替                                                        |      |
| 夢幻的笑容                          | 一首歌一個故事                         | 9                    | 4                    | -                    | -                    |                                                                                  |                                                                                  |      |
| 寶麗金主題曲巡禮                    | 火太陽                                 | ×                    | -                    | ×                    | ×                    | 「太陽計劃1994」主題曲 與张学友、黎明、草蜢、鄭嘉穎合唱                          | 「太陽計劃1994」主題曲 與张学友、黎明、草蜢、鄭嘉穎合唱                          |      |
| 喜愛                                | 喜愛                                   | 5                    | 1                    | 1                    | 1                    |                                                                                  |                                                                                  |      |
| IFPI 100%正版                       | 他不是我                               | 9                    | 10                   | -                    | -                    | 群星合唱                                                                         | 群星合唱                                                                         |      |
| 喜愛                                | 倘愛是緣                               | -                    | -                    | -                    | 3                    |                                                                                  |                                                                                  |      |
| 喜愛                                | 單身一族                               | 14                   | 10                   | -                    | -                    | 與關淑怡合唱 OT：松田博幸、露崎春女 ~ Silenceが終わるまで                        | 與關淑怡合唱 OT：松田博幸、露崎春女 ~ Silenceが終わるまで                        |      |
| 1995年                              |                                        |                      |                      |                      |                      |                                                                                  |                                                                                  |      |
| 伴我飛翔                            | 伴我飛翔                               | 8                    | 1                    | 1                    | 1                    |                                                                                  |                                                                                  |      |
| 伴我飛翔                            | 天地初開情已在                         | 8                    | 2                    | 2                    | 1                    |                                                                                  |                                                                                  |      |
| 伴我飛翔                            | 情緣巴士站                             | -                    | -                    | 1                    | 10                   |                                                                                  |                                                                                  |      |
| 全港至叻星                          | 分甘同味                               | -                    | -                    | 2                    | -                    | 與陳百祥合唱                                                                     | 與陳百祥合唱                                                                     |      |
| 實在男人                            | 還我真情                               | 24                   | 1                    | 1                    | 1                    |                                                                                  |                                                                                  |      |
| 實在男人                            | 情中情．戲中戲                         | 15                   | 15                   | -                    | -                    |                                                                                  |                                                                                  |      |
| 實在男人                            | 迷香                                   | 17                   | -                    | -                    | -                    |                                                                                  |                                                                                  |      |
| 1996年                              |                                        |                      |                      |                      |                      |                                                                                  |                                                                                  |      |
| 獨一無二                            | 網路情迷                               | 2                    | 1                    | 1                    | 1                    |                                                                                  |                                                                                  |      |
| 獨一無二                            | 知道又如何                             | -                    | 4                    | 2                    | 2                    |                                                                                  |                                                                                  |      |
| 思前想後                            | 善心                                   | 5                    | 3                    | 3                    | 2                    |                                                                                  |                                                                                  |      |
| 思前想後                            | 從來麻煩自找(戀足一百分)               | -                    | 1                    | 1                    | 1                    |                                                                                  |                                                                                  |      |
| 思前想後                            | 肝膽相照                               | /                    | /                    | /                    | 1                    | 與陳百祥合唱                                                                     | 與陳百祥合唱                                                                     |      |
| 1997年                              |                                        |                      |                      |                      |                      |                                                                                  |                                                                                  |      |
| 永恆的珍                            | 浪漫舞曲                               | /                    | 13                   | /                    | /                    |                                                                                  |                                                                                  |      |
| 永恆的珍                            | Lonely Lonely                          | 2                    | 1                    | 1                    | 1                    |                                                                                  |                                                                                  |      |
| 我們一起走過的日子                  | 幾分傷心幾分痴                         | 5                    | 1                    | 3                    | 2                    | 翻唱王傑歌曲                                                                     | 翻唱王傑歌曲                                                                     |      |
| 1998年                              |                                        |                      |                      |                      |                      |                                                                                  |                                                                                  |      |
| 在乎                                | 在乎                                   | 2                    | 1                    | 1                    | 1                    | OT：Alda Rizma~ Aku Tak Biasa                                                    | OT：Alda Rizma~ Aku Tak Biasa                                                    |      |
| 飛馬                                | 情若冤家一線差                         | 8                    | 5                    | 7                    | -                    |                                                                                  |                                                                                  |      |
| 飛馬                                | OLE OLE 永不放棄                       | -                    | 3                    | 1                    | 4                    |                                                                                  |                                                                                  |      |
| 1999年                              |                                        |                      |                      |                      |                      |                                                                                  |                                                                                  |      |
| 無限…感激                           | 你走的那天下著雨                       | -                    | 1                    | 1                    | 1                    |                                                                                  |                                                                                  |      |
| 無限…感激                           | 感激                                   | 4                    | 5                    | 9                    | 2                    | 與张学友、鄭中基合唱                                                             | 與张学友、鄭中基合唱                                                             |      |
| 誰可改變                            | 幻影+霧之戀                            | 1                    | 1                    | 1                    | 1                    | 四台冠軍歌 與張國榮合唱                                                          | 四台冠軍歌 與張國榮合唱                                                          |      |
| 2000年                              |                                        |                      |                      |                      |                      |                                                                                  |                                                                                  |      |
| 自選角度                            | 自選角度                               | -                    | 1                    | 1                    | 1                    | OT：Assembly~ Never Never                                                        | OT：Assembly~ Never Never                                                        |      |
| 自選角度                            | 依然在                                 | -                    | 15                   | -                    | 9                    | OT：張宇~ 走路有風                                                               | OT：張宇~ 走路有風                                                               |      |
| 愛自己                              | 遙望                                   | -                    | 6                    | 16                   | 4                    |                                                                                  |                                                                                  |      |
| 愛自己                              | 日落時份                               | 5                    | 1                    | 3                    | 1                    |                                                                                  |                                                                                  |      |
| 2001年                              |                                        |                      |                      |                      |                      |                                                                                  |                                                                                  |      |
| 愛自己                              | 回贈                                   | -                    | 3                    | 16                   | 3                    |                                                                                  |                                                                                  |      |
| 愛自己                              | 一雙翅膀                               | 10                   | -                    | 8                    | -                    |                                                                                  |                                                                                  |      |
| 非一般的譚詠麟                      | 飛一般的遐想                           | -                    | 3                    | 2                    | 6                    |                                                                                  |                                                                                  |      |
| 同步過冬                            | 同步過冬                               | 6                    | 3                    | 12                   | 2                    | 環球唱片群星合唱                                                                 | 環球唱片群星合唱                                                                 |      |
| 2002年                              |                                        |                      |                      |                      |                      |                                                                                  |                                                                                  |      |
| 黑白                                | 自由人                                 | 2                    | -                    | -                    | -                    | 與黃貫中合唱                                                                     | 與黃貫中合唱                                                                     |      |
| 不一樣的譚詠麟 - 首部曲             | 山下的人                               | 5                    | 6                    | 2                    | 7                    |                                                                                  |                                                                                  |      |
| 2003年                              |                                        |                      |                      |                      |                      |                                                                                  |                                                                                  |      |
| 不一樣的譚詠麟 - 首部曲             | 左鄰右里                               | 11                   | 1                    | 1                    | 1                    | 與李克勤合唱                                                                     | 與李克勤合唱                                                                     |      |
| 不一樣的譚詠麟 - 首部曲             | 難得糊塗                               | 6                    | 1                    | 7                    | 1                    |                                                                                  |                                                                                  |      |
| 不一樣的譚詠麟 - 二部曲             | 邂逅                                   | -                    | 11                   | 8                    | -                    |                                                                                  |                                                                                  |      |
| 左麟右李                            | 嗱嗱聲                                 | 2                    | 1                    | 1                    | 1                    | 與李克勤合唱                                                                     | 與李克勤合唱                                                                     |      |
| 2004年                              |                                        |                      |                      |                      |                      |                                                                                  |                                                                                  |      |
| 左麟右李                            | 仰慕者                                 | 16                   | 1                    | 2                    | -                    | 與李克勤合唱                                                                     | 與李克勤合唱                                                                     |      |
| 左麟右李04開心演唱會                | 失戀                                   | -                    | -                    | 9                    | -                    | 與李克勤、梁榮忠合唱                                                             | 與李克勤、梁榮忠合唱                                                             |      |
| 天·地                               | 講不出的告別                           | -                    | 3                    | 3                    | 1                    |                                                                                  |                                                                                  |      |
| 天·地                               | 披著羊皮的狼                           | -                    | 3                    | 1                    | 1                    |                                                                                  |                                                                                  |      |
| 2005年                              |                                        |                      |                      |                      |                      |                                                                                  |                                                                                  |      |
| 天·地                               | 歌者戀歌                               | 2                    | 3                    | 3                    | 1                    |                                                                                  |                                                                                  |      |
| 星光大道                            | 舊情復熾                               | -                    | 1                    | 1                    | 1                    | 與關淑怡合唱                                                                     | 與關淑怡合唱                                                                     |      |
| 2006年                              |                                        |                      |                      |                      |                      |                                                                                  |                                                                                  |      |
| Alan 聽                             | 大大時代                               | 1                    | ×                    | ×                    | ×                    | 叱903廣播劇《黃金少年》主題曲                                                    | 叱903廣播劇《黃金少年》主題曲                                                    |      |
| If...Kelvin Kwan                    | 大喊包                                 | 10                   | 3                    | 2                    | 1                    | 與關楚耀合唱                                                                     | 與關楚耀合唱                                                                     |      |
| 2007年                              |                                        |                      |                      |                      |                      |                                                                                  |                                                                                  |      |
| 最愛笑的人                          | 愛是唯一要求                           | 18                   | 9                    | 5                    | -                    |                                                                                  |                                                                                  |      |
| 2008年                              |                                        |                      |                      |                      |                      |                                                                                  |                                                                                  |      |
| The Best Sound Ever Reborn-愛的根源 | 愛的根源                               | -                    | 13                   | 2                    | -                    |                                                                                  |                                                                                  |      |
| 2009年                              |                                        |                      |                      |                      |                      |                                                                                  |                                                                                  |      |
| Today Special                       | 唔使驚                                 | 2                    | 1                    | 2                    | -                    | 與李克勤合唱                                                                     | 與李克勤合唱                                                                     |      |
| Mr. Tam 再度感動                    | 讀愛                                   | 1                    | 1                    | 1                    | -                    |                                                                                  |                                                                                  |      |
| Mr. Tam 再度感動                    | 香港 香港                              | -                    | -                    | 1                    | -                    |                                                                                  |                                                                                  |      |
| Mr. Tam 再度感動                    | Mr. Tam                                | 2                    | -                    | -                    | -                    | 與Mr.合唱                                                                        | 與Mr.合唱                                                                        |      |
| Mr. Tam 再度感動                    | 高低一起                               | -                    | 1                    | -                    | -                    |                                                                                  |                                                                                  |      |
| 2010年                              |                                        |                      |                      |                      |                      |                                                                                  |                                                                                  |      |
| Rolling Power 滾軸力量              | 約翰人生                               | 7                    | 1                    | 2                    | ×                    | 與Mr.合唱                                                                        | 與Mr.合唱                                                                        |      |
| Rolling Power 滾軸力量              | Go                                     | 1                    | 1                    | 1                    | ×                    | 三台冠軍歌 與Mr.合唱                                                             | 三台冠軍歌 與Mr.合唱                                                             |      |
| 2012年                              |                                        |                      |                      |                      |                      |                                                                                  |                                                                                  |      |
| 一點光 Shine A Light                | 一點光 (Shine A Light)                 | 1                    | 1                    | 1                    | ×                    | 三台冠軍歌                                                                       | 三台冠軍歌                                                                       |      |
| 一點光 Shine A Light                | 情思中獨困                             | -                    | -                    | 2                    | ×                    |                                                                                  |                                                                                  |      |
| Time After Time                     | 重投再愛                               | 14                   | 9                    | -                    | ×                    | 與杜麗莎合唱                                                                     | 與杜麗莎合唱                                                                     |      |
| Time After Time                     | 至少還有你                             | -                    | -                    | -                    | ×                    | 與杜麗莎合唱                                                                     | 與杜麗莎合唱                                                                     |      |
| 2013年                              |                                        |                      |                      |                      |                      |                                                                                  |                                                                                  |      |
| 寶記正傳                            | 寶記正傳 Part I                        | 19                   | -                    | -                    | ×                    | 寶麗金群星合唱                                                                   | 寶麗金群星合唱                                                                   |      |
| 708090後                            | 點點天地心                             | 5                    | 1                    | 3                    | ×                    |                                                                                  |                                                                                  |      |
| 708090後                            | 趣味人生                               | 1                    | -                    | -                    | ×                    |                                                                                  |                                                                                  |      |
| 男人的歌                            | 男人的歌                               | 2                    | 9                    | 5                    | ×                    | 與李克勤合唱                                                                     | 與李克勤合唱                                                                     |      |
| 2014年                              |                                        |                      |                      |                      |                      |                                                                                  |                                                                                  |      |
| 銀河歲月                            | 銀河歲月                               | 1                    | 1                    | 1                    | 2                    | 跨年上榜                                                                         | 跨年上榜                                                                         |      |
| 銀河歲月                            | 情憑誰來定錯對                         | -                    | -                    | -                    | -                    | 翻唱1994年舊作                                                                   | 翻唱1994年舊作                                                                   |      |
| 銀河歲月                            | 傲骨                                   | -                    | -                    | -                    | -                    | 翻唱1984年舊作                                                                   | 翻唱1984年舊作                                                                   |      |
| 銀河歲月                            | 忘不了您                               | -                    | -                    | -                    | -                    | 翻唱1981年舊作                                                                   | 翻唱1981年舊作                                                                   |      |
| 2016年                              |                                        |                      |                      |                      |                      |                                                                                  |                                                                                  |      |
|                                     | 男人悲劇                               | -                    | -                    | 10                   | -                    | 與陳小春合唱 電影《江湖悲劇》主題曲                                              | 與陳小春合唱 電影《江湖悲劇》主題曲                                              |      |
| 2017年                              |                                        |                      |                      |                      |                      |                                                                                  |                                                                                  |      |
| 欣賞                                | 明天何其多                             | 13                   | 1                    | 8                    | ×                    | 與陳奕迅合唱 全球華語歌曲排行榜：7                                               | 與陳奕迅合唱 全球華語歌曲排行榜：7                                               |      |
| 欣賞                                | 簡單是福                               | 2                    | 3                    | 1                    | ×                    | 與劉德華合唱                                                                     | 與劉德華合唱                                                                     |      |
| 欣賞（Bonus CD）                    | 阿Sam與阿Tam（Happy Together Version） | 6                    | -                    | -                    | ×                    | 與許冠傑合唱                                                                     | 與許冠傑合唱                                                                     |      |
| 欣賞（Bonus CD）                    | 阿Sam與阿Tam（Classic Version）        | -                    | -                    | -                    | ×                    | 與許冠傑合唱                                                                     | 與許冠傑合唱                                                                     |      |
| 2018年                              |                                        |                      |                      |                      |                      |                                                                                  |                                                                                  |      |
| 我做你 你做我 Stand By You          | 你做我                                 | -                    | -                    | -                    | ×                    | U記歌手合唱                                                                      | U記歌手合唱                                                                      |      |
| 音樂大本型                          | 天塌下來也能睡                         | -                    | 3                    | 4                    | ×                    |                                                                                  |                                                                                  |      |
| 音樂大本型                          | 廢青                                   | -                    | 3                    | 1                    | ×                    |                                                                                  |                                                                                  |      |
| 2019年                              |                                        |                      |                      |                      |                      |                                                                                  |                                                                                  |      |
| 音樂大本型                          | 父親                                   | -                    | -                    | -                    | ×                    |                                                                                  |                                                                                  |      |
| 音樂大本型                          | 移動人                                 | -                    | -                    | -                    | ×                    |                                                                                  |                                                                                  |      |
| 音樂夏令型                          | 男人的浪漫                             | -                    | 3                    | 1                    | ×                    | 與趙浚承合唱                                                                     | 與趙浚承合唱                                                                     |      |
| 音樂夏令型                          | 某月某日會OK                           | -                    | -                    | -                    | ×                    | 與麥家瑜合唱                                                                     | 與麥家瑜合唱                                                                     |      |
| 派台歌曲成績（五台）                |                                        |                      |                      |                      |                      |                                                                                  |                                                                                  |      |
| 唱片                                | 歌曲                                   | 903                  | RTHK                 | 997                  | TVB                  | ViuTV                                                                            | 備註                                                                             | 備註 |
| 2022年                              |                                        |                      |                      |                      |                      |                                                                                  |                                                                                  |      |
| 傾·聽                               | 莫名的淚                               | -                    | -                    | -                    | ×                    | ×                                                                                | OT：汪峰 ~ 當我想你的時候                                                        |      |
| 傾·聽                               | 等你不等你                             | -                    | -                    | 2                    | ×                    | ×                                                                                | OT：克麗絲叮~ 一百萬個可能                                                       |      |
| 經典·傳承 無綫電視55周年大碟        | 明天仍要繼續                           | -                    | 1                    | -                    | (1)                  | ×                                                                                | 翻唱1989年舊作 與炎明熹合唱                                                      |      |
| 2023年                              |                                        |                      |                      |                      |                      |                                                                                  |                                                                                  |      |
|                                     | 失戀通告                               | -                    | -                    | -                    | -                    | ×                                                                                | 與張崇德合唱                                                                     |      |
| 2024年                              |                                        |                      |                      |                      |                      |                                                                                  |                                                                                  |      |
| 葉振棠80                            | 大內群英                               | -                    | -                    | -                    | -                    | ×                                                                                | 與葉振棠合唱 翻唱葉振棠作品                                                      |      |

| 各台冠軍歌總數 | 各台冠軍歌總數 | 各台冠軍歌總數 | 各台冠軍歌總數 | 各台冠軍歌總數 | 各台冠軍歌總數     | 各台冠軍歌總數     | 各台冠軍歌總數 |
| -------------- | -------------- | -------------- | -------------- | -------------- | ------------------ | ------------------ | -------------- |
| 四台a          | 903            | RTHK           | 997            | TVB            | 備註               | 備註               | 備註           |
| 四台a          | 15             | 65             | 25             | 50             | 四台冠軍歌總數: 26 | 四台冠軍歌總數: 26 |                |
| 四台a          | 23             | 70             | 25             | 57             | 冠軍週數           | 冠軍週數           |                |
| 五台b          | 903            | RTHK           | 997            | TVB            | ViuTV              | 備註               |                |
| 五台b          | 0              | 1              | 0              | 1              | 0                  | 五台冠軍歌總數：0  |                |
| 五台b          | 0              | 1              | 0              | 2              | 0                  | 冠軍週數           |                |

- （*）上榜中
- （-）未能上榜
- （×）沒有派往該台，其中2010至2019年由於TVB與包括其所屬環球唱片的四大唱片公司版稅紛爭
- 粗體表示四台冠軍歌及TVB與包括其所屬環球唱片的四大唱片公司的版稅紛爭時的三台冠軍歌
- （(1)）兩週冠軍
- （{1}）三週冠軍
- （[1]）四週冠軍
- ^  注解a：包括2022年後的冠軍歌曲
- ^  注解b：2022年起

## 獎項

### 《十大中文金曲頒獎典禮》
| 年份                    | 獎項名稱                  | 得獎歌曲／唱片                                                    |
| 第四屆 （1981年度）     | 十大中文金曲              | 《想將來》                                                        |
| 第五屆 （1982年度）     | 十大中文金曲              | 《雨絲·情愁》                                                     |
| 第六屆 （1983年度）     | 十大中文金曲              | 《遲來的春天》                                                    |
| 第七屆 （1984年度）     | 十大中文金曲              | 《愛的根源》、《愛在深秋》                                        |
| 第七屆 （1984年度）     | 最佳唱片監製獎            | 《愛的根源》 (關維麟)                                             |
| 第七屆 （1984年度）     | IFPI 大獎                 | 《愛的根源》、《愛在深秋》                                        |
| 第八屆 （1985年度）     | 十大中文金曲              | 《雨夜的浪漫》、《愛情陷阱》                                      |
| 第八屆 （1985年度）     | IFPI 大獎                 | 《雨夜的浪漫》、《愛情陷阱》                                      |
| 第九屆 （1986年度）     | 十大中文金曲              | 《無言感激》、《朋友》                                            |
| 第九屆 （1986年度）     | 最受歡迎演出中文歌曲獎    | 《愛情陷阱》                                                      |
| 第九屆 （1986年度）     | IFPI 大獎                 | 《無言感激》、《朋友》                                            |
| 第十屆 （1987年度）     | 十大中文金曲              | 《Don't Say Goodbye》、《知心當玩偶》                             |
| 第十屆 （1987年度）     | 十大中文金曲 作曲人       | 《知心當玩偶》                                                    |
| 第十屆 （1987年度）     | IFPI 大獎                 | 《Don't Say Goodbye》、《知心當玩偶》                             |
| 第十屆 （1987年度）     | 全年總銷量冠軍歌星大獎    | －                                                                |
| 第十屆 （1987年度）     | 金曲十年大獎              | －                                                                |
| 第十一屆 （1988年度）   | 全年銷量冠軍大獎          | 《擁抱》（關維麟代表領獎）                                        |
| 第十一屆 （1988年度）   | 十大中文金曲 作曲人       | 《千載不變》（溫拿樂隊主唱）（譚詠麟 / 鍾鎮濤）（盧永強代表領獎） |
| 第十三屆 （1990年度）   | 1990全年銷量大獎          | 《夢幻舞台》（葉廣權代表領獎）                                    |
| 第十九屆 （1996年度）   | 金針獎                    | －                                                                |
| 第二十五屆 （2002年度） | 金曲銀禧榮譽大獎          | 共25位得獎者                                                      |
| 第二十六屆 （2003年度） | 十大中文金曲              | 《左鄰右裡》（李克勤合唱）（只演唱無領獎）                        |
| 第三十七屆 （2014年度） | 名人堂                    | －                                                                |
| 第三十七屆 （2014年度） | 全年最高銷量組合—左麟右李 | （並無領獎）                                                      |
| 第三十八屆 （2015年度） | 十大中文金曲 作曲人       | 《你最重要》（李克勤主唱）（並無領獎）                            |

### 《十大勁歌金曲頒獎典禮》
| 年份     | 獎項名稱                     | 得獎歌曲/唱片                                         |
| 1983年度 | 《十大勁歌金曲》             | 《遲來的春天》                                        |
| 1984年度 | 《十大勁歌金曲》             | 《愛在深秋》、《愛的根源》、《幻影》                  |
| 1984年度 | 《金曲金獎》                 | 《愛在深秋》                                          |
| 1984年度 | 《最受歡迎男歌星》           | -                                                     |
| 1984年度 | 《最佳作曲獎》               | 《愛的根源》                                          |
| 1984年度 | 《最佳作詞獎》               | 《愛在深秋》                                          |
| 1984年度 | 《最佳編曲獎》               | 《愛的根源》                                          |
| 1984年度 | 《最佳唱片監製獎》           | 《愛的根源》                                          |
| 1985年度 | 《十大勁歌金曲》             | 《愛情陷阱》、《暴風女神 Lorelei》、《雨夜的浪漫》    |
| 1985年度 | 《金曲金獎》                 | 《愛情陷阱》                                          |
| 1985年度 | 《最受歡迎男歌星》           | -                                                     |
| 1986年度 | 《十大勁歌金曲》             | 《無言感激》、《朋友》                                |
| 1986年度 | 《最受歡迎男歌星》           | -                                                     |
| 1987年度 | 《十大勁歌金曲》             | 《知心當玩偶》、《無邊的思憶》、《Don't Say Goodbye》 |
| 1987年度 | 《最受歡迎男歌星》           | -                                                     |
| 1991年度 | 《金曲銀禧榮譽大獎》         | -                                                     |
| 1995年度 | 《最受歡迎合唱歌曲》金獎     | 《分甘同味》—— 陳百祥、譚詠麟                         |
| 2006年度 | 《勁歌金曲25週年榮譽金曲獎》 | 《愛情陷阱》                                          |

### 《勁歌金曲季選》
| 年份     | 第一季                                 | 第二季               | 第三季                       | 第四季                     |
| 1983年度 |                                        | 遲來的春天           |                              |                            |
| 1984年度 | 霧之戀、傲骨、幻影                     | 午夜麗人、愛的替身   | 愛的根源、夏日寒風、誰可改變 | 都市戀歌、愛在深秋         |
| 1985年度 | 愛情陷阱、雨夜的浪漫、情（是永远著迷） | 此刻你在何處、幸運星 |                              | 玩的格言、暴風女神 Lorelei |
| 1986年度 | 朋友                                   |                      | 無言感激、第一滴淚           | 珍重                       |
| 1987年度 | 曾經、Maggie、痴心的廢墟               | 無邊的思憶           | Don't Say Goodbye            | 知心當玩偶                 |
| 2003年度 | 最受歡迎合唱歌曲獎 —— 左鄰右里         |                      |                              |                            |

### 《商業電台 中文歌曲擂台獎》
| 年份             | 獎項名稱     | 得獎歌曲/唱片   |
| 第一屆(1979年度) | 歌曲獎       | 孩兒            |
| 第二屆(1980年度) | 歌曲獎       | 莫說愛情重      |
| 第三屆(1981年度) | 歌曲獎       | 忘不了您        |
| 第四屆(1982年度) | 歌曲獎       | 愛人女神        |
| 第五屆(1983年度) | 歌曲獎       | 遲來的春天      |
| 第六屆(1984年度) | 歌曲獎       | 霧之戀          |
| 第七屆(1985年度) | 歌曲獎       | 愛情陷阱        |
| 第八屆(1986年度) | 歌曲獎       | 暴風女神Lorelei |
| 第八屆(1986年度) | 全年最佳歌星 |                 |

註: 擂台陣為叱吒前身,譚詠麟自第一屆起均獲獎,更是全年最佳歌星的唯一得主

### 《叱吒樂壇流行榜頒獎典禮》
| 年份     | 獎項名稱                  |
| 1988年度 | 《叱吒樂壇男歌手》 - 銀獎 |
| 1989年度 | 《叱吒樂壇男歌手》 - 銀獎 |
| 1990年度 | 《叱吒樂壇男歌手》 - 銀獎 |

註: 上述三次因已宣布退出頒獎禮而皆未有領獎

### 新城勁爆頒獎禮[98]
- 1995年度 《勁爆合唱歌曲獎》「分甘同味」譚詠麟、陳百祥
- 2003年度 《新城勁爆大碟》「左麟右李演唱會2003」譚詠麟、李克勤
- 2004年度 《勁爆歌曲獎》「嗱嗱聲」譚詠麟、李克勤

### Roadshow至尊音樂頒獎禮
- 2006年 度《至尊合唱歌曲》「大喊包」譚詠麟、關楚耀

### IFPI香港唱片銷量大獎/ ** 香港金唱片頒獎典禮**
| 年份        | 獎項名稱                                | 得獎唱片               |
| 1981-82年度 | **最佳唱片獎                            | 《忘不了您》           |
| 1983-84年度 | **IFPI全年最佳大碟獎                    | 《霧之戀》             |
| 1985-86年度 | **最暢銷唱片獎                          | 《愛情陷阱》           |
| 1987-88年度 | **最暢銷唱片獎                          | 《迷惑》               |
| 1988年度    | 全年最高銷量大碟                        | 《擁抱》               |
| 1990年度    | 全年最高銷量大碟                        | 《夢幻舞台》           |
| 2003年度    | 十大銷量大碟                            | 「左麟右李」演唱會Live |
| 2003年度    | 全年最高銷量大碟                        | 「左麟右李」演唱會Live |
| 2004年度    | 十大銷量廣東唱片                        | 左麟右李04'開心演唱會  |
| 2004年度    | 全年最高銷量本地男歌手                  | 譚詠麟 & 李克勤        |
| 2013年度    | 特別榮譽 - IFPI香港流行音樂文化歌手大獎 |                        |

### IFPI認証白金唱片[100][101]

#### 認証年份/大碟名稱
1982 忘不了您
1983 愛人女神
1983 精裝譚詠麟
1984 遲來的春天
1984 霧之戀
1985 愛的根源
1985 譚詠麟84演唱會
1985 愛情陷阱
1988 暴風女神
1988 第一滴淚
1988 萬眾狂歡演唱會
1988 牆上的肖像
1988 再見吧!浪漫
1988 譚詠麟87演唱會
1988 迷惑
1989 擁抱
1989 愛念
1989 浪漫經典
1990 忘情都市
1990 夢幻舞台
註：IFPI於1986及1987停辦金唱片頒獎典禮，並於1988年補發3個年度之獎項。

### 《香港作曲家及作詞家協會（CASH）金帆音樂獎》
| 獲獎年份 | 獎項名稱             | 得獎歌曲/唱片 |
| 2007年度 | 《CASH音樂成就大獎》 | -             |

### 電影獲獎
| 年份   | 頒獎典禮            | 獎項             | 影片／歌曲               | 結果 |
| ------ | ------------------- | ---------------- | ------------------------ | ---- |
| 1981年 | 第18屆金馬獎        | 最佳劇情片男主角 | 《假如我是真的》         | 獲獎 |
| 1983年 | 第2屆香港電影金像獎 | 最佳原創電影歌曲 | 《愛人女神》             | 提名 |
| 1983年 | 第2屆香港電影金像獎 | 最佳原創電影歌曲 | 《小生怕怕》             | 提名 |
| 1985年 | 第4屆香港電影金像獎 | 最佳原創電影歌曲 | 陰陽錯之《幻影》         | 提名 |
| 1985年 | 第4屆香港電影金像獎 | 最佳原創電影歌曲 | 君子好逑 之《 愛的根源》 | 提名 |

### 香港電台/商業電台獎項
- 1987年 香港電台「 演藝界十大當紅人物」[102]
- 1988年 商業電台「 香港十大靚人」[103]
- 1990年 香港電台「八十年代十大演藝紅人」
- 1997年 香港電台「金曲廿載十大最愛金曲 」《愛的根源》[104]
- 1999年 香港電台「20世紀十大金曲 」《霧之戀》[105]
- 2017年 香港電台「 摯愛20真經典」金曲珍選《愛在深秋 》[106]

### 榮譽獎項
- 1989年以 《愛念》出戰日本NHK紅白歌合戰。
- 1991年度《十大勁歌金曲頒獎典禮》獲頒「金曲銀禧榮譽大獎」。
- 1996年度《十大中文金曲頒獎典禮》獲頒香港樂壇最高榮譽大獎的「金針獎」。第四屆新加坡金曲獎新加坡金曲榮譽獎。
- 繼1988年度的「溫拿樂隊」後再次獲得「金針獎」，亦是兩位分別以歌手以及樂隊成員身份兩次獲頒「金針獎」的香港歌手之一（另一位是同屬溫拿樂隊的鍾鎮濤）。
- 1999年寶麗金《20世紀最強中文大碟》，譚詠麟共有四張大碟入選20強專輯，入選數量是眾歌手之冠，分別為《忘不了您》，《愛情陷阱》，《愛的根源》及《霧之戀》。
- 2003年最高收入香港藝人第二名[59]。
- 2006年度《十大勁歌金曲頒獎典禮》上，《愛情陷阱》在25年的所有金曲金獎當中獲選為「勁歌金曲25週年榮譽金曲獎」。
- 2007年獲得香港作曲家及作詞家協會（CASH）至高榮譽的「CASH音樂成就大獎」。
- 2008年，譚詠麟獲得由香港特區政府頒發的榮譽勛章榮譽。
- 2019年，譚詠麟獲得央視《中國文藝》（週末版）致敬人物榮譽。
- 2020年，譚詠麟獲得<<MAHB 時尚先生盛典>>年度致敬人物榮譽。

### 內地/海外頒獎項
- 1989年上海電台「當代中國十大歌手」
- 2000年馬來西亞《南洋商报》「二十世紀華語樂壇十大男歌星」第二名，「一百大華語歌星」第七名
- 2000年中國最早期流行音樂期刊雜誌《當代歌壇》評選了「20世紀華語樂壇十大男歌星」之一[107]
- 2002年《萊卡風尚MTV》「音樂成就獎」[54]
- 2002年《第二屆中國原創音樂流行榜》「千禧全國成就大獎」[55][56]
- 2003年《第三屆音樂風云榜》「終身成就獎」[60]
- 2003年 《第3屆雪碧中國原創音樂流行榜》「最優秀合唱歌曲」《左鄰右里》（與李克勤合唱）
- 2003年 《第三屆全球華語歌曲排行榜》「最受歡迎對唱歌曲」《左鄰右里》（與李克勤合唱）
- 2003年 《第3屆馬來西亞金曲紅人頒獎禮》「最受歡迎合唱歌曲」 金獎《左鄰右里》（與李克勤合唱）
- 2004年《第4屆雪碧中國原創音樂流行榜》「最優秀合唱金曲獎」《嗱嗱聲》（與李克勤合唱）
- 2004年《第四屆全球華語歌曲排行榜》「最受歡迎對唱歌曲」《嗱嗱聲》（與李克勤合唱）
- 2004年《9+2音樂先鋒榜2004年度頒獎典禮》「至尊對唱歌曲」《嗱嗱聲》（與李克勤合唱）
- 2004年《MTV超级盛典》「最具風格全球音樂貢獻奬」[62]。
- 2005年《第4屆中國原創音樂流行榜》－「港台十大金曲」《披著羊皮的狼》
- 2005年《音樂先鋒榜》－「年度最受全國聽眾歡迎歌曲」《披著羊皮的狼》
- 2005年《百度十大流行金曲風雲榜》－第5位《披著羊皮的狼》
- 2005年第五屆 南方音乐盛典「 殿堂歌手」
- 2007年第一屆無線音樂頒獎盛典「年度十大暢銷金曲獎」《披著羊皮的狼》[108]
- 2010年《華語金曲獎》30年經典「30人30歌30碟」，譚詠麟同時入選

30年30人：譚詠麟， 
30年30歌：愛在深秋， 30年30碟：愛的根源
- 2011年 麥王爭霸·30年30曲粵語金曲評選《愛在深秋》[109]
- YesAsia華語音樂銷售榜2012，十大華語演唱會- 譚詠麟杜麗莎 Time After Time演唱會[110]
- 2013年度第18屆全球華語音樂榜中榜「華語樂壇特别貢獻大奬」
- 2013年Top Asia Corporate Ball 2013 「Asian Role Model Artist Award for Contribution to the Chinese Music Industry 」[111]
- YesAsia華語音樂銷售榜2014，十大華語演唱會- 譚詠麟 & 李克勤 左麟右李10周年演唱會2013 [112]
- YesAsia華語音樂銷售榜2015，十大暢銷歌手[113]
- YesAsia華語音樂銷售榜2015，十大華語演唱會 - 譚詠麟 銀河歲月40載演唱會
- YesAsia華語音樂銷售榜2016，十大暢銷歌手[114]
- YesAsia華語音樂銷售榜2017，十大暢銷歌手[115]
- YesAsia華語音樂銷售榜2017，十大華語專輯 - 譚詠麟 欣賞
- YesAsia華語音樂銷售榜2018，十大暢銷男歌手[116]
- YesAsia華語音樂銷售榜2019，十大暢銷男歌手[117]
- YesAsia華語音樂銷售榜2020，十大暢銷男歌手[118]
- 2020年 第12屆華語金曲獎 「 粵語十大華語唱片」《音樂夏令型》
- YesAsia華語音樂銷售榜2021，十大暢銷男歌手[119]
- YesAsia華語音樂銷售榜2022，十大暢銷男歌手[120]
- YesAsia華語音樂銷售榜2023，十大暢銷男歌手[121]
- YesAsia華語音樂銷售榜2024，十大暢銷男歌手[122]

## 電視劇/電視節目

### 電視劇
| 時間   | 節目名稱     |
| 1978年 | 《青春熱潮》 |
| 1979年 | 《天虹》     |

### 電視節目
| 時間   | 節目名稱                           |
| 1978年 | 《Bang! Bang! 咁嘅聲》             |
| 1983年 | 《亞倫 譚詠麟》                    |
| 1985年 | 《啱聽啱睇譚詠麟》                 |
| 1988年 | 《友情一線牽》                     |
| 1990年 | 《夢幻之旅》                       |
| 1992年 | 《『現代愛情故事』之『去年今日』》 |
| 1992年 | 《『700愛情專線』之『暫借之戀』》  |
| 1994年 | 《毋忘我》                         |
| 1994年 | 《唱談普通話 - 戲中情》            |
| 1994年 | 《唱談普通話 - 讓情感換季》        |
| 1996年 | 《唱談普通話 - 豐盛之旅》          |
| 1999年 | 《譚詠麟流行經典再高歌》           |
| 2001年 | 《愛的新體驗》                     |
| 2003年 | 《紅星會 - 與譚詠麟同行》          |
| 2005年 | 《譚詠麟樂在香港三十年》           |
| 2006年 | 《活得很滋味》                     |
| 2009年 | 《一個地球-英國篇》                |
| 2012年 | 《快樂地圖》                       |
| 2012年 | 《譚詠麟杜麗莎party 2gather》      |
| 2013年 | 《度身訂造旅行團》                 |
| 2013年 | 《左麟右李左friend右band大派對》   |
| 2014年 | 《超齡打工假期》                   |
| 2014年 | 《譚詠麟笑唱人生40年》             |
| 2021年 | 《聲夢傳奇》（擔任客席主理人）     |
| 2023年 | 《勁歌43年情．讓音樂高飛》         |

## 新四大天王論
谭咏麟於2004年11月接受傳媒訪問時，認為李克勤、許志安、古巨基、梁漢文四位歌手應成為香港2000年代的新四大天王，此舉未獲得認同，引起了歌迷各大媒体及业内人士的强烈不满和质疑。同年12月新城勁爆頒獎禮上，劉德華及「新四大天王」古巨基、許志安、李克勤及梁漢文同時得獎（即共有五人獲獎）。

### 評價
- Beyond接受訪問時，黃貫中認為「新四大天王」虛名如蟹黃，三子表示欣賞譚詠麟提攜後輩之心，但新四大天王人選還未夠資格，天王虛名只會加重歌手壓力。[126]
- 謝霆鋒接受電台訪問時指出「新四大天王」的外號只是包袱。[127]
- 「四大天王」之一黎明表示，「每個歌手都會有經歷。每個歌手都會有個花名，有些好聽，有些奇突，我自己沒有特別的感覺，對我來講，每個好的歌手都是在為樂壇出力。」[128]
- 對於譚詠麟表示「新四大天王」中不會有陳奕迅的說法，他表示「我有這麼多的獎杯，還需要天王的稱號嗎？我不在乎哪個前輩看不看中我，只要做好音樂，我很自信可以把銷量做得很好。」[129]

## 外部連結
- 譚詠麟在互联网电影资料库（IMDb）上的資料（英文）
- 譚詠麟在香港影庫上的簡介
- 譚詠麟在豆瓣上的资料（简体中文）
- 譚詠麟在时光网上的簡介（简体中文）
- 在AllMovie上譚詠麟的頁面（英文）
- 譚詠麟的新浪微博